# Chorzów
Chorzów (1922–1934 Królewska Huta; niem. Königshütte) – miasto na prawach powiatu w południowej Polsce, w województwie śląskim, w centrum Górnośląskiego Okręgu Przemysłowego (GOP), lokalny ośrodek gospodarczy oraz kulturalny. Przez miasto przepływa rzeka Rawa.
Dzisiejszy Chorzów powstał z połączenia w latach 30. XX wieku miasta Królewska Huta oraz dwóch gmin wiejskich – Chorzowa (obszar nazywany dziś Chorzowem Starym) i Wielkich Hajduk.

## Geografia

### Położenie
Pod względem historycznym Chorzów leży na Górnym Śląsku. Według regionalizacji fizycznogeograficznej Polski miasto znajduje się na Wyżynie Katowickiej, będącej centralną częścią Wyżyny Śląskiej. Najwyższymi punktami Chorzowa są:
- wzniesienie w lesie załęskim (ok. 341 m n.p.m.)[6]
- Góra Wyzwolenia, dawniej Góra Redena (321 m n.p.m.)
- Góra Parkowa (wzniesienie z Planetarium) (320 m n.p.m.)
- wzniesienie w Chorzowie Starym (320 m n.p.m.)

Pod względem geologicznym miasto położone jest na obszarze Górnośląskiego Zagłębia Węglowego obejmującego cały Górnośląski Okręg Przemysłowy oraz Rybnicki Okręg Węglowy.
Sąsiaduje z Katowicami (długość granicy: ok. 13 km), Rudą Śląską (ok. 4,5 km), Bytomiem (ok. 5 km), Piekarami Śl. (ok. 2 km), Siemianowicami (ok. 6,5 km) i Świętochłowicami (ok. 8 km). Rozciągłość południkowa wynosi ok. 11,5 km, a równoleżnikowa – ok. 6,5 km.

### Podział administracyjny

Dzielnice Chorzowa

Po włączeniu Hajduk Wielkich do Chorzowa, 11 kwietnia 1939 miasto podzielono na 6 dzielnic:
1. Chorzów-Maciejkowice,
2. Chorzów-Stary,
3. Chorzów-Pniaki,
4. Chorzów-Śródmieście,
5. Chorzów-Klimzowiec,
6. Chorzów-Batory[7].

Od czasu powojennego ukształtowania się obecnych granic miasta do uchwalenia nowego statutu miasta Chorzów funkcjonował administracyjny podział na cztery dzielnice. Do 1991 r. używano nazw: Chorzów I, Chorzów II, Chorzów III i Chorzów IV. Uchwała Rady Miasta (19 lutego 1991) pozostawiła dotychczasowy podział i granice dzielnic, ale zmieniła nazwy trzech z nich. W dwóch przypadkach wykorzystano tradycyjne nazwy części miasta, nie do końca zgodnie z ich pierwotnym znaczeniem.
Od uchwalenia nowego Statutu Miasta Chorzów w 2009 r. podział na dzielnice z 1991 r. przestał obowiązywać. W 2009 r. wyodrębniono jednostkę pomocniczą miasta – osiedle Maciejkowice. Jest to jedyny element aktualnego podziału administracyjnego.
Dzielnicami Chorzowa były (do 2009 r.):
- Centrum (wcześniej Chorzów I) – ścisłe śródmieście oraz Klimzowiec; obejmowała południową część dawnego miasta Królewska Huta; granicę wyznaczały Rawa, linia kolejowa prowadząca do Tarnowskich Gór i ulica Parkowa;
- Chorzów II – część północno-zachodnia; obejmowała północną część dawnego miasta Królewska Huta; granicą była wzmiankowana linia kolejowa;
- Chorzów Stary (wcześniej Chorzów III) – część północna; obejmowała dawną wieś Chorzów (właściwy Stary Chorzów) i Maciejkowice; granicę stanowiła linia kolejowa oraz północne obrzeża Parku Śląskiego;
- Chorzów-Batory (wcześniej Chorzów IV) – część południowa; obejmowała dawną gminę Hajduki Wielkie, z której w 1939 r. po przyłączeniu do Chorzowa utworzono dzielnicę VI o nazwie Chorzów-Batory, i przyłączoną po II wojnie światowej część Niedźwiedzińca (dla dzielnicy zamiennie używa się do dziś nazw: Chorzów Batory, Chorzów IV, Hajduki Wielkie i Hajduki);

Do żadnej z dzielnic nie należała wschodnia część miasta – Park Śląski. Podkreślono przez to jego ponadregionalny charakter. Należy zaznaczyć, że po utworzeniu parku tylko jego część należała do Chorzowa, jednak gdy Katowice rozpoczęły budowę os. Tysiąclecia, potrzebowały więcej gruntu na wykonanie inwestycji. Ostatecznie zawarto porozumienie o wymianie terenów, w wyniku czego cały park znalazł się w Chorzowie.

### Dawne osady i kolonie

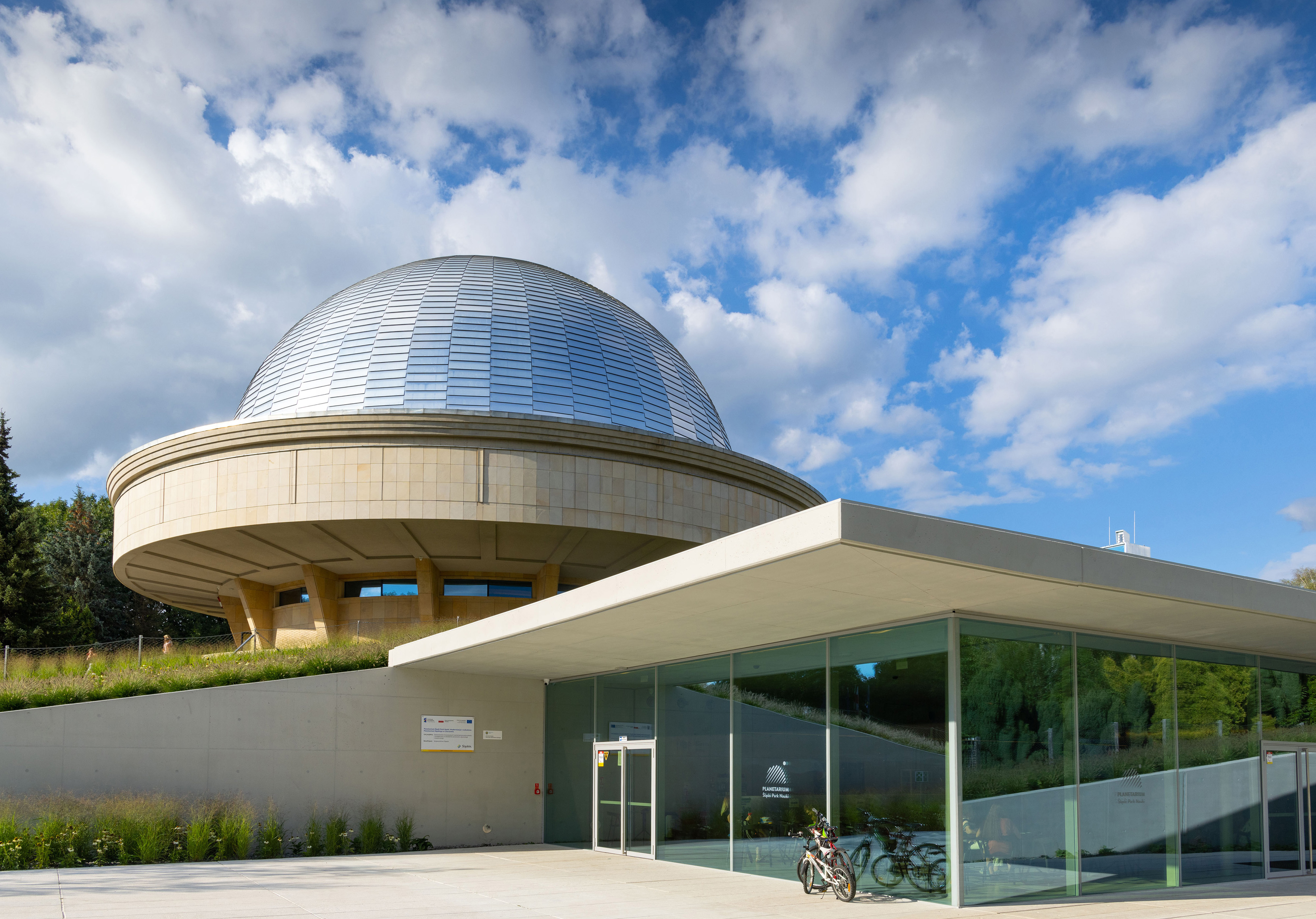
Planetarium

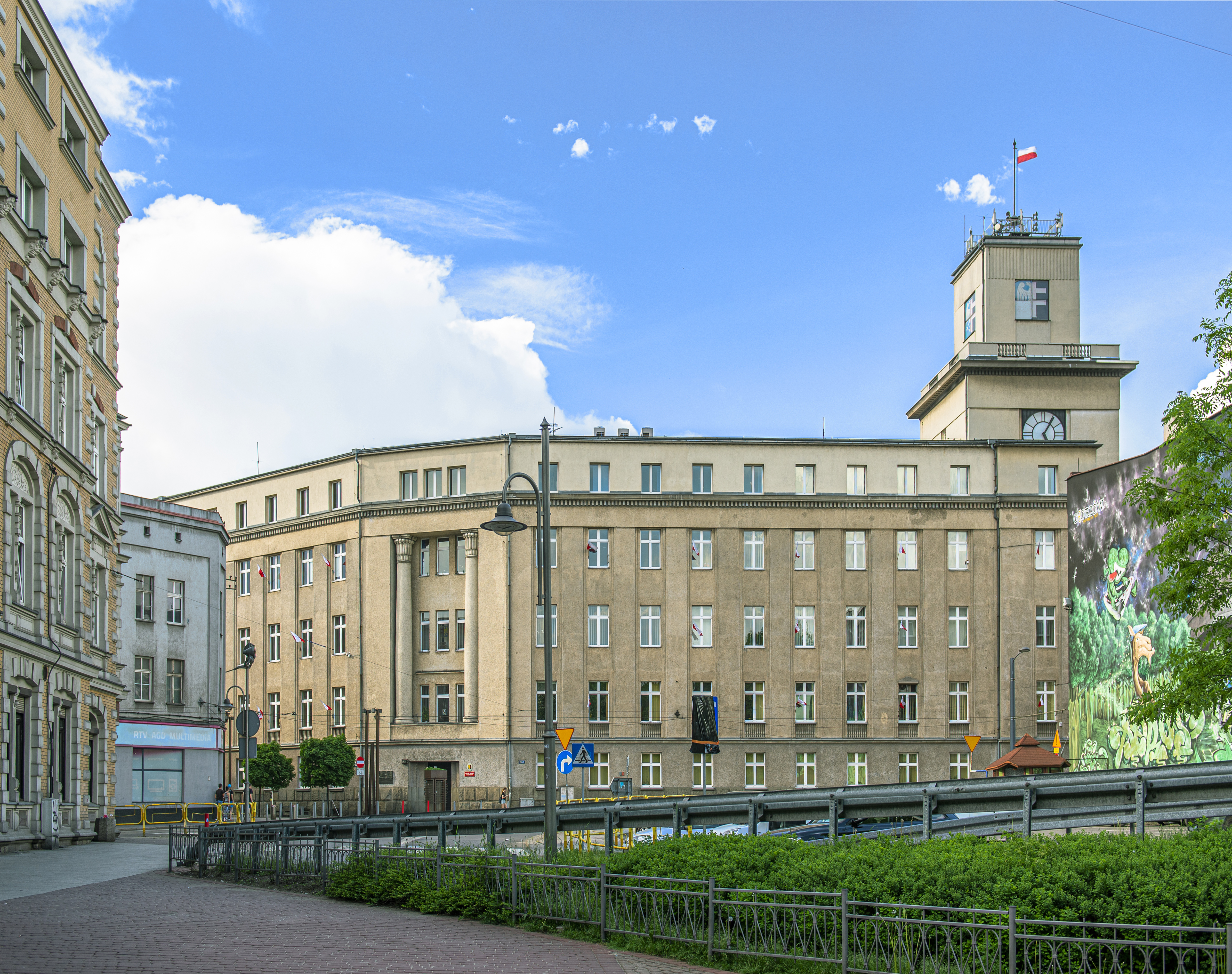
Urząd Miasta Chorzowa

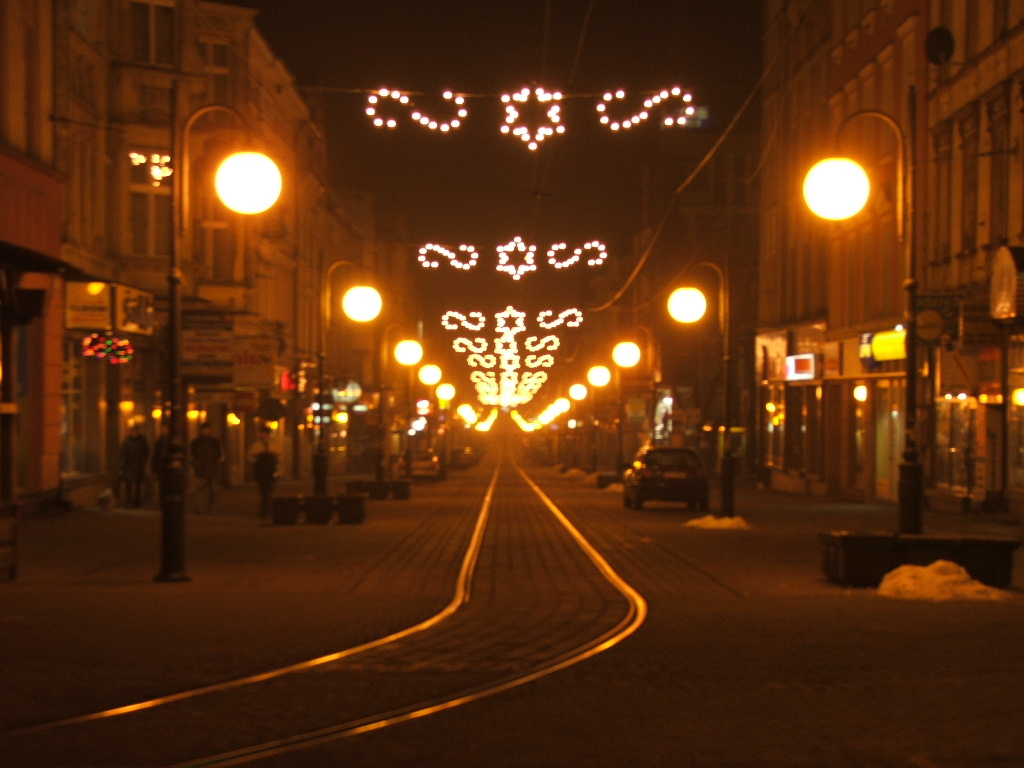
Deptak – ul. Wolności – zimą

Podobnie jak w wielu miastach Górnego Śląska, w świadomości chorzowian przetrwał podział związany z powstawaniem osad robotniczych czy kolonii:
- Antoniowiec (niem. Antonienhof) – dawny folwark Maciejkowic (ul. Antoniów);
- Erdmanówka (niem. Erdmannswille) – środkowa część ul. Wolności z okolicami; dawna gmina, która w 1868 r. współtworzyła miasto Królewska Huta; na jej obszarze znajduje się kościół św. Jadwigi Śląskiej;
- Góra Wandla (niem. Wandelberg) – ul. Katowicka za Rynkiem w stronę Katowic z okolicami; na jej obszarze znajduje się Teatr Rozrywki;
- Górnołagiewnicka Ligota Górnicza (niem. Ober-Lagiewniker Bergfreiheit) – ul. Truchana z okolicami;
- Klimzowiec (niem. Klimsawiese) – ul. Gałeczki z okolicami; dawniej kolonia wybudowana wokół młyna Jacka Klimzy, skąd wzięła swoją nazwę; jako część Dolnych Hajduk w 1868 r. Klimzowiec współtworzył miasto Królewska Huta;
- Kolonia Górnołagiewnicka (niem. Ober-Lagiewniker Kolonie) – wschodnia część ul. 3 Maja i ul. Floriańska z okolicami; na jej obszarze powstał pierwszy królewskohucki kościół katolicki św. Barbary;
- Kolonia Środkowołagiewnicka (niem. Mittel-Lagiewniker Kolonie) – ul. Dworcowa i północny odcinek ul. Wolności; na jej obszarze znajduje się dzisiejszy Rynek i dworzec kolejowy Chorzów Miasto;
- Królewska Huta (sensu stricto; niem. Königshütte) – ul. Kalidego z okolicami; najstarsza kolonia huty „Królewskiej”; na jej obszarze powstał pierwszy królewskohucki kościół ewangelicki im. Elżbiety;
- Maciejkowice (niem. Maczeikowitz) – najdalej na północ wysunięta część obecnego miasta; dawna wieś znajdująca się w sąsiedztwie Chorzowa i Michałkowic (obecnie dzielnica Siemianowic Śl.), do dziś zachowała wiejski charakter; w 1934 r. wraz z gminą Chorzów i miastem Królewska Huta utworzyła miasto Chorzów, od 1939 r. stanowiąc dzielnicę I – Chorzów-Maciejkowice; po II wojnie światowej (do 2009 r.) część dzielnicy III, objętej nazwą Chorzów Stary; od 2009 r. osiedle (jednostka pomocnicza miasta)[9];
- Nomiarki (niem. Nomiarki) – ul. Nomiarki; część Nomiarek (ul. Żołnierska) została w 1939 r. przyłączona do Świętochłowic;
- Nowe Hajduki (niem. Neu Heiduk) – południowa część ul. Wolności; dawna gmina, połączona z Królewską Hutą w 1934 r.;
- Pniaki (niem. Pniaki) – ul. Opolska i Mariańska z okolicami – dawna gmina, powstała z połączenia leżących na zachodzie Pniaków świętochłowickich (niem. Pniaki) oraz Środkowołagiewnickich Pniaków (niem. Mittel-Lagiewniker Pniaki – ul. Mariańska i św. Wojciecha); w 1868 r. gmina Pniaki utworzyła miasto Królewska Huta; na obszarze Środkowołagiewnickich Pniaków znajduje się kościół św. Józefa, a w Pniakach świętochłowickich znajduje się Powiatowy Urząd Pracy;
- Południowe Łagiewniki (niem. Südlagiewnik) – ul. Krzyżowa z przecznicami, bez kościoła św. Józefa;
- Szarlociniec (niem. Charlottenhof) – ul. Wandy, Styczyńskiego, Żołnierzy Września, Gwarecka i zachodni odcinek ul. 3 Maja z okolicami; jako pierwsza powstała Kolonia Szarloty (niem. Kolonie Charlotte) przy ul. Wandy, przekształcona później w gminę, do której włączono Świętochłowicką Ligotę Górniczą (zachodnia część ul. 3 Maja z okolicami) i folwark Szarlociniec (niem. Vorwerk Charlottenhof; przy ul. 3 Maja); w 1868 r. rozległa gmina Szalociniec współtworzyła miasto Królewską Hutę;
- Stary Chorzów (niem. Chorzow) – dawna wieś Chorzów; w wyniku rozwoju przemysłu powstały tu kolonie robotnicze oraz ośrodki przemysłu (huty, kopalnie), z których kilka zostało wydzielonych z gminy, by wraz z innymi koloniami robotniczymi utworzyć w 1868 r. miasto Królewska Huta; Chorzów pozostawał gminą wiejsko-przemysłową aż do połączenia z miastem Królewska Huta w 1934 r.; ze względu na najstarsze tradycje (inna opinia: polityczne motywy połączenia oraz wyboru polsko brzmiącej nazwy Chorzów) nazwą tą objęto całe miasto, a do dzielnicy przylgnęło określenie „Stary”; w 1939 r. utworzono z niego dzielnicę II – Chorzów-Stary; później zasadnicza część Chorzowa III;
- Świętochłowicka Ligota Górnicza (niem. Schwientochlowitzer Bergfreiheit) – zachodnia część ul. 3 Maja z okolicami; włączona później do Szarlocińca.

## Kalendarium historii miasta
- 1136 – pierwsza wzmianka o osadzie Zversov koło Bytomia w bulli papieża Innocentego II dla biskupa gnieźnieńskiego Jakuba ze Żnina. Nie wiadomo jednak, czy osada ta była późniejszym Chorzowem (Starym), czy też inną miejscowością.
- 24 czerwca 1257 – akt zezwalający na lokację wsi Chorzów (Chareu) Zakonowi Kanoników Regularnych Grobu Bożego (tzw. bożogrobcom w Miechowie) wydany w Czeladzi przez księcia opolskiego Władysława.
- 1778 – ks. Ludwik Bojarski, prepozyt parafii katolickiej we wsi Chorzów, odkrył złoża węgla i otworzył pierwsze pole wydobywcze.
- 1787 – na wniosek księdza Ludwika Bojarskiego kopalnia zostaje nazwana „Fürstin Hedwig” (też „Alte Hedwig”).
- 15 stycznia 1788 – wizytacja kopalni „Fürstin Hedwig” przez hrabiego Friedricha Wilhelma von Redena oraz Salomona Isaaca, przysięgłego górniczego.
- 1790–1791 – wykupienie przez rząd pruski za kwotę 30–50 talarów od księdza Ludwika Bojarskiego terenów, na których odkryto złoża węgla kamiennego.
- 1791 – hr. Friedrich Wilhelm von Reden na odkrytym przez Salomona Isaaca złożu buduje drugą, konkurencyjną dla „Fürstin Hedwig” kopalnię „Krug” nazywaną też „Königliche Kohlenzeche”, zaś sam Salomon Isaac buduje obok kopalnię „Prinz Carl von Hessen” – obie w rejonie dzisiejszej ulicy Księdza Piotra Skargi[12]. Podczas odkrywki węgla natrafiono na wody solankowe, które dały początek uzdrowisku.
- 1799
  - Friedrich Wilhelm von Reden nadał nazwę „Königshütte” (pol. Huta Królewska, huta „Królewska”) nowo otwartemu ośrodkowi metalurgii (na cześć pruskiego króla Fryderyka Wilhelma III). Jednocześnie dnia 25 września tegoż roku o godz. 18:00 pojawił się ogień w pierwszym piecu, a dwa dni później popłynęła z niego pierwsza surówka;
  - rozpoczęcie w rejonie szybu „Krugschacht” (później szyb „Jacek I”) budowy „Hauptschlüssel-Erbstollen” (Głównej Kluczowej Sztolni Dziedzicznej).
- 1800 – kopalnię „Prinz Carl von Hessen” przejmuje skarb pruski i łączy ją z kopalnią „Krug”. Nowo powstała kopalnia zostaje nazwana „König”, później nazwę zmieniono na „Königsgrube” („Król”).
- 1802 – założenie pierwszej szkoły w przemysłowej kolonii Królewska Huta.
- 1803 – uruchomienie drugiego pieca w hucie „Królewskiej”.
- 1804 – otwarcie pierwszego urzędu pocztowego w Królewskiej Hucie.
- 1809 – powstał Knappschaftslazarett (Szpital Bracki).
- 1828 – oddanie do użytku (stojącej wtedy jeszcze w lesie) budynków kolonii Erdmannswille (dzisiaj jest to środkowa ul. Wolności). Inwestorem był Theodor Erdmann Sarganek.
- 1830 – wpis gminy Königshütte (Królewska Huta) do rejestru śląskich miejscowości uzdrowiskowych (specjalność: reumatyzm, artretyzm, choroby skóry, choroby kobiece i stany wyczerpania) – dom kąpielowy „Amalienbad” (nad kanałem „Suez”, w okolicy dzisiejszego Placu Chopina), dom i hotel uzdrowiskowy (ob. ul. Wolności / ul. Jagiellońska) oraz park z muszlą koncertową i budynkiem administracji kurortu (ob. Plac Truchana / ul. Ligoty Górniczej).
- 1840 – pierwszy kościół w Królewskiej Hucie (ewangelicki pw. Elżbiety).
- 1845 (15 listopada) – na linii Kolei Górnośląskiej uruchomiono dworzec kolejowy Königshütte (‘Królewska Huta’) w Świętochłowicach (zlikwidowany w 1913 roku).
- 1850 – wybuch epidemii cholery.
- 1852 – poświęcenie pierwszego kościoła katolickiego w Królewskiej Hucie (św. Barbary).
- 1853
  - odsłonięcie pomnika hrabiego Friedricha Wilhema von Redena (w obecności króla pruskiego) w nowym parku na wzgórzu jego imienia (Park Redena na Wzgórzu Redena);
  - dotarcie Głównej Kluczowej Sztolni Dziedzicznej, drążonej ręcznie z Zabrza do kopalni „Król”.

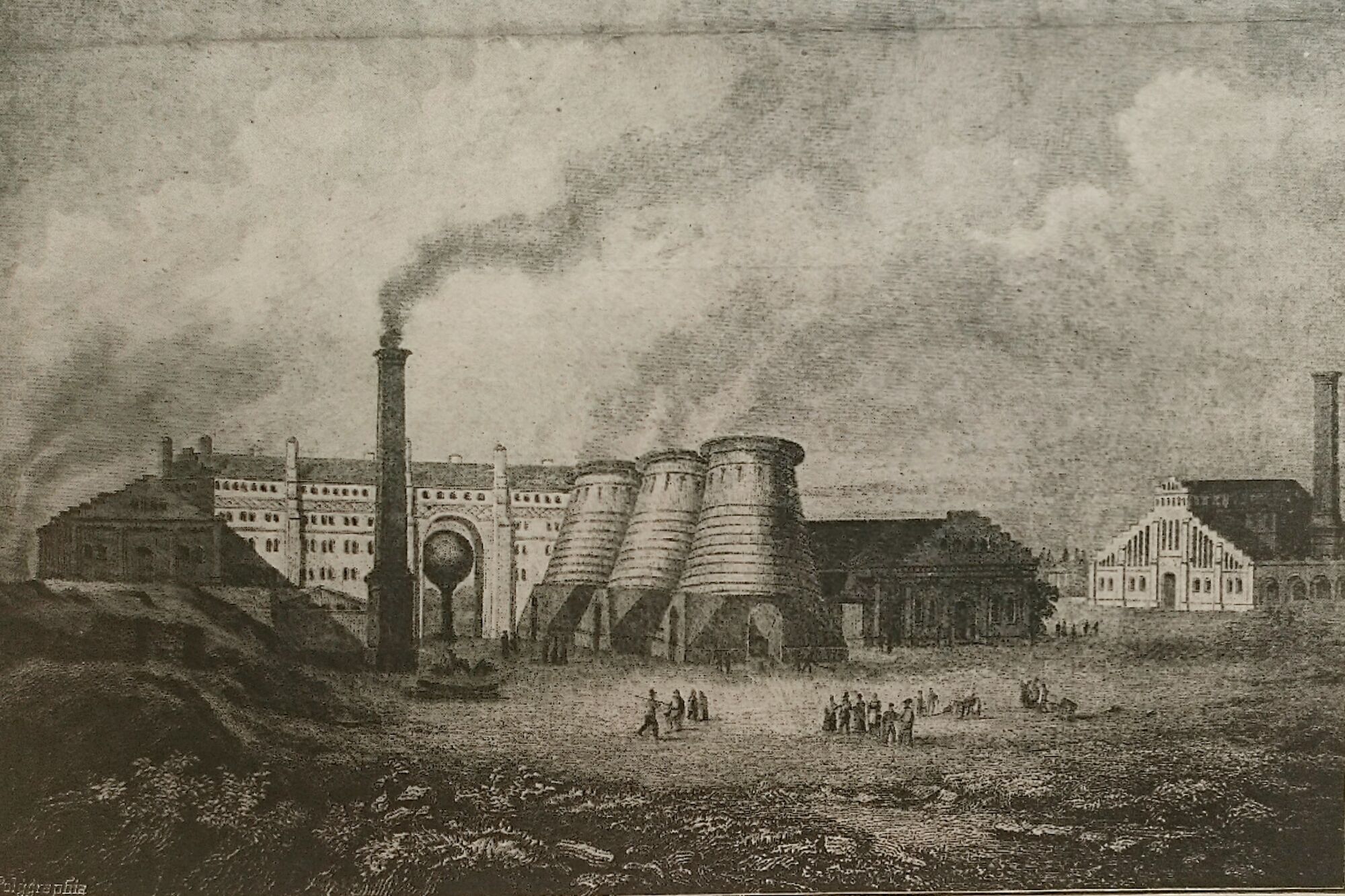
Huta „Laura” w Siemianowicach (XIX w.)

- 1863 – ukończenie, trwającej od 1799, budowy Głównej Kluczowej Sztolni Dziedzicznej.
- 1864 – konsekracja kościoła pw. św. Barbary – pierwszej parafii w Królewskiej Hucie (kościół był później w 1896 roku konsekrowany powtórnie w wyniku jego przebudowy).
- 1865 – uruchomienie pierwszego wodociągu w Królewskiej Hucie zasilanego wodą z kopalni „König”[13]
- 1868 (11 lipca) – nadanie praw miejskich kolonii Królewska Huta, do której przyłączono kilka gmin i fragmentów gmin sąsiednich (wieś Chorzów pozostaje samodzielna, nie wchodząc w granice miasta).
- 1869
  - 9 marca – powołanie pierwszego (komisarycznego) burmistrza Lange z Bernau bei Berlin;
  - 18 października – nadanie miastu herbu przez króla Prus Wilhelma I z jego monogramem „W”.
- 1870
  - burmistrzem został asesor sądowniczy Goetz;
  - do centrum Królewskiej Huty poprowadzono towarową bocznicę kolejową z dworca Królewska Huta w Świętochłowicach;
  - mieszkańcy Królewskiej Huty na wojnie prusko-francuskiej.
- 1871
  - została wybrukowana Kaiserstrasse (dzisiejsza ul. Wolności).
  - bunt robotniczy w Królewskiej Hucie
- 1872
  - 27 października – otwarto nowy dworzec pasażerski w centrum Królewskiej Huty (dzisiejszy dworzec Chorzów Miasto);
  - następcą burmistrza Goetza został poseł Bödcher;
  - rozpoczął działalność Sąd Królewski;
  - zapadła decyzja o budowie huty żelaza (Bismarckhütte) w Hajdukach (dziś Chorzów Batory);
  - wybitny niemiecki malarz Adolph Menzel sporządza w walcowni huty „Królewskiej” ok. 100 szkiców ołówkiem do swego najbardziej znanego dzieła Walcownia żelaza (olej na płótnie, wym. 158 × 254 cm, ukończone w 1875 r.)[14].
- 1873
  - założenie Parku Hutniczego (Hüttenpark) w Królewskiej Hucie;
  - założenie ochotniczej straży pożarnej w Królewskiej Hucie;
  - budowa synagogi Królewskiej Hucie, zakończonej w 1875 r.
- 1875 – wielodniowe strajki i ciężkie zamieszki w wyniku próby reformy nadzoru zjazdu do kopalni, interwencja bytomskich ułanów.
- 1876 – początek pierwszej kadencji wieloletniego, popularnego burmistrza Girndta (upamiętnionego w nazwie ob. placu Matejki, pierw. Girndtplatz).
- 1877 – przybycie do miasta młodego dr Wilhelma Wagnera z Hesji, lekarza zasłużonego dla miasta Królewska Huta.
- 1884
  - zmiana nazwy miasta z Königshütte na Königshütte Oberschlesien[15] ('Królewska Huta Górny Śląsk’).
  - zakończenie budowy (wodnej) wieży ciśnień i nowego wodociągu.
- 1886 – doprowadzenie wodociągu do wsi Chorzów (Stary).
- 1889 – utworzenie nowej parafii św. Jadwigi, wyodrębnionej z parafii św. Barbary.
- 1898
  - wyłączenie miasta Königshütte z powiatu bytomskiego (ziemskiego) i utworzenie miasta na prawie powiatu (powiatu grodzkiego, niem. Stadtkreis);
  - uroczyste poświęcenie ewangelickiego kościoła im. Marcina Lutra;
  - pierwsza elektryczna linia tramwajowa.
- 1900 – epidemia tyfusu spowodowana czerpaniem przez mieszkańców wody z Rawy.
- 1901
  - otwarcie w mieście Teatru Ludowego (Oberschlesisches Volkstheater);
  - otwarcie nowej rzeźni miejskiej (Neues Städtisches Schlachthaus, tradycyjnie potocznie: Schlachthof).
- 1903 – połączenie wsi Górne i Dolne Hajduki w nową gminę o nazwie Bismarckhütte (od nazwy huty, pol. Bismarkhuta).
- 1905 – otwarcie Hali Targowej w Królewskiej Hucie (Markthalle) i przeprowadzka cotygodniowego targu (Wochenmarkt) z Rynku (Ring) na plac koło hali i rzeźni.
- 1905 – Róża Luksemburg w Królewskiej Hucie.
- 1906 – niemiecki cesarz Wilhelm II w hucie „Królewskiej” i w Królewskiej Hucie.
- 1905–1912 – mieszkańcy Królewskiej Huty na wojnach w różnych niemieckich koloniach (m.in. Niemieckiej Afryce Południowo-Zachodniej).
- 1907 – poświęcenie kościoła św. Józefa.
- 1910 – założenie pierwszego klubu piłki nożnej Verein für Rasenspiele (VfR) Königshütte (późniejszy Amatorski Klub Sportowy).
- 1911 – parafia św. Józefa zostaje usamodzielniona (po jej wyłączeniu z parafii św. Barbary); konsekracja kościoła w 1912 r.
- 1913 (1 października) – w Bismarkhucie (Hajdukach) oddano do użytku nowy dworzec kolejowy, czyli dzisiejszy Chorzów Batory.
- 1914–1918 – I wojna światowa. Mieszkańcy Królewskiej Huty i okolicznych gmin w niemieckich mundurach na różnych frontach, w różnych niewolach; w wojnie ginie wielu mężczyzn.
- 1918–1919 – polityczny chaos i kryzys powojenny (zamieszki i próba rewolucji; m.in. strzelanina przed Inspekcją Górniczą na Rynku z ok. 20 ofiarami).
- 1919–1921 – trzy powstania śląskie.
- 1920 – w Bismarkhucie (Hajdukach) powstał klub sportowy Ruch (po plebiscycie Ruch Hajduki Wielkie, dziś Ruch Chorzów).
- 1921
  - 20 marca – na terenie Śląska (w tym także Królewskiej Huty, Bismarkhuty i Chorzowa) odbywa się plebiscyt, w którym pytano Ślązaków o chęć przynależności do Polski lub do Niemiec;
  - 24 kwietnia – ogłoszenie wyników plebiscytu; za przynależnością do Polski opowiedziało się 40,4%, a za przynależnością do Niemiec 59,5% uprawnionych do głosowania, natomiast w samej Królewskiej Hucie prawie 75% głosów padło za przynależnością do Niemiec, podobnie jak w pobliskim Bytomiu (mieście), w tym ponad 11% tzw. emigrantów niemieckich (ściągniętych na tereny plebiscytowe w celu podniesienia końcowego rezultatu[16]; wniosek o prawo głosu dla emigrantów złożyła strona Polska, ale w praktyce znaczna większość z nich głosowała za przynależnością do Niemiec. Natomiast w pobliskiej gminie Chorzów – 52% głosowało za przynależnością do Niemiec; w gminach wchodzących w skład powiatu bytomskiego – 59% głosujących optowało za przynależnością do Polski. Ostatecznie w 1922 r. miasto Królewska Huta oraz okoliczne gminy wiejskie zostały przyznane Polsce.

- 1922

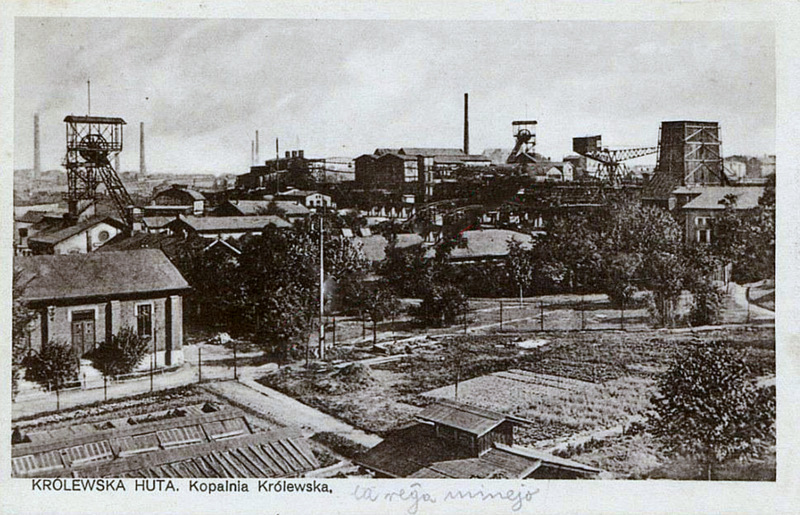
Kopalnia Węgla Kamiennego Król (pocztówka z 1922 r.)

  - 23 czerwca – uroczystości przyłączenia Królewskiej Huty i Chorzowa oraz innych gmin wchodzących w skład dzisiejszego miasta do Polski;
  - założenie niemieckiego teatru (jako mniejszościowego).
- 1922–1930 – częściowa emigracja proniemieckiej ludności, w tym także miejscowych Żydów[17] Królewskiej Huty do niemieckiej części Górnego Śląska, m.in. do Bytomia (dla przesiedleńców z Królewskiej Huty powstała tam wielka dzielnica północna z kościołem pw. św. Barbary jako pamiątką królewskohuckiej parafii św. Barbary), oraz imigracja propolskiej ludności z zachodniej części Górnego Śląska m.in. do Królewskiej Huty; w całym okresie międzywojennym imigracja ludności polskiej z reszty Polski; również: imigracja ludności żydowskiej z Polski, a po 1933 także z Niemiec.
- 1923–1926 – głośny (też medialnie) wewnętrzny konflikt i w końcu rozłam w gminie żydowskiej w związku z postępującą dominacją przyjezdnych Żydów (głównie z dawnej Galicji), konsekwencja: opuszczenie miasta przez sporą grupę członków gminy, w tym prawie wszystkich dotychczasowych prominentów.
- 1924 – zmiana nazwy Verein für Rasenspiele (VfR) Königshütte na Amatorski Klub Sportowy (AKS) Królewska Huta.
- 1926 – genewski proces (Chorzow factory case) przed Stałym Trybunałem Sprawiedliwości Międzynarodowej w sprawie odszkodowań za Stickstoffwerke (późniejsze „Azoty”), decyzja na niekorzyść Polski: wysokie odszkodowanie dla niemieckiego konsorcjum i negatywny wydźwięk na arenie międzynarodowej[18].
- 1927 (październik) – uroczyste otwarcie stadionu miejskiego (AKS).

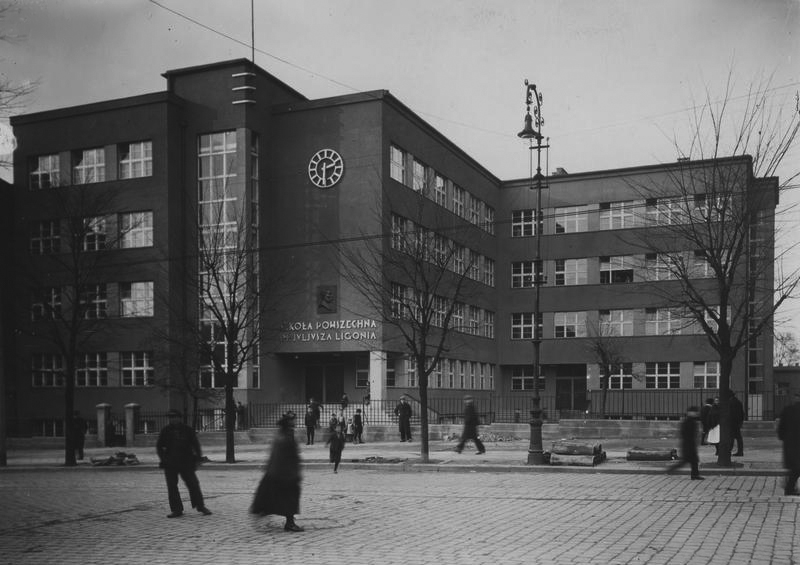
Szkoła Powszechna im. Juliusza Ligonia w latach 30.

- 18 września 1932 – otwarcie prywatnego niemieckiego gimnazjum im. Josepha von Eichendorffa (Eichendorffschule). Obecnie w budynku tym mieści się Liceum Ogólnokształcące im. J. Słowackiego.
- 1934
  - 1 lipca u chwałą Sejmu Śląskiego, ze względów praktycznych (urbanistycznych i demograficznych) oraz polityczno-ideologicznych (polonizacyjnych i antyniemieckich), do miasta Królewska Huta (dziś dzielnice: Centrum, Klimzowiec i Chorzów II) została – mimo protestu ze strony wszystkich stron dotkniętych tą reformą – przyłączona wieś Chorzów (dziś Chorzów Stary) wraz z Maciejkowicami (przyłączonymi do wsi Chorzów w 1930 r.) oraz gmina Nowe Hajduki (obszar dzisiejszych ul.: przedłużonej Wolności, Omańkowskiej, Nomiarki, 75. Pułku Piechoty, Żołnierzy Września, Gwareckiej, Wandy itd.). Powiększonemu miastu nadano nazwę Chorzów. Wkrótce zmieniono też herb miasta (dzisiejsza postać);
  - 9 września – poświęcenie kościoła św. Antoniego.
- 1935
  - Rynek zostaje przemianowany na plac Marszałka Józefa Piłsudskiego;
  - napad polskich bojówek na spotkanie Górnośląskiego Związku Niemieckich Rolników w hotelu Hrabia Reden (wiele osób rannych), ataki na aktorów i gości teatru niemieckiego – polityczne tło: nadchodzący koniec 15-letniej niemiecko-polskiej umowy o ochronie mniejszości (umowa wygasała dopiero w 1937 r.).
- 1936
  - huta „Królewska” zostaje przemianowana na hutę „Piłsudski” (Huta Piłsudskiego);
  - aresztowanie przyjezdnego komunisty Władysława Gomułki (więziony m.in. w Katowicach).

- 1939

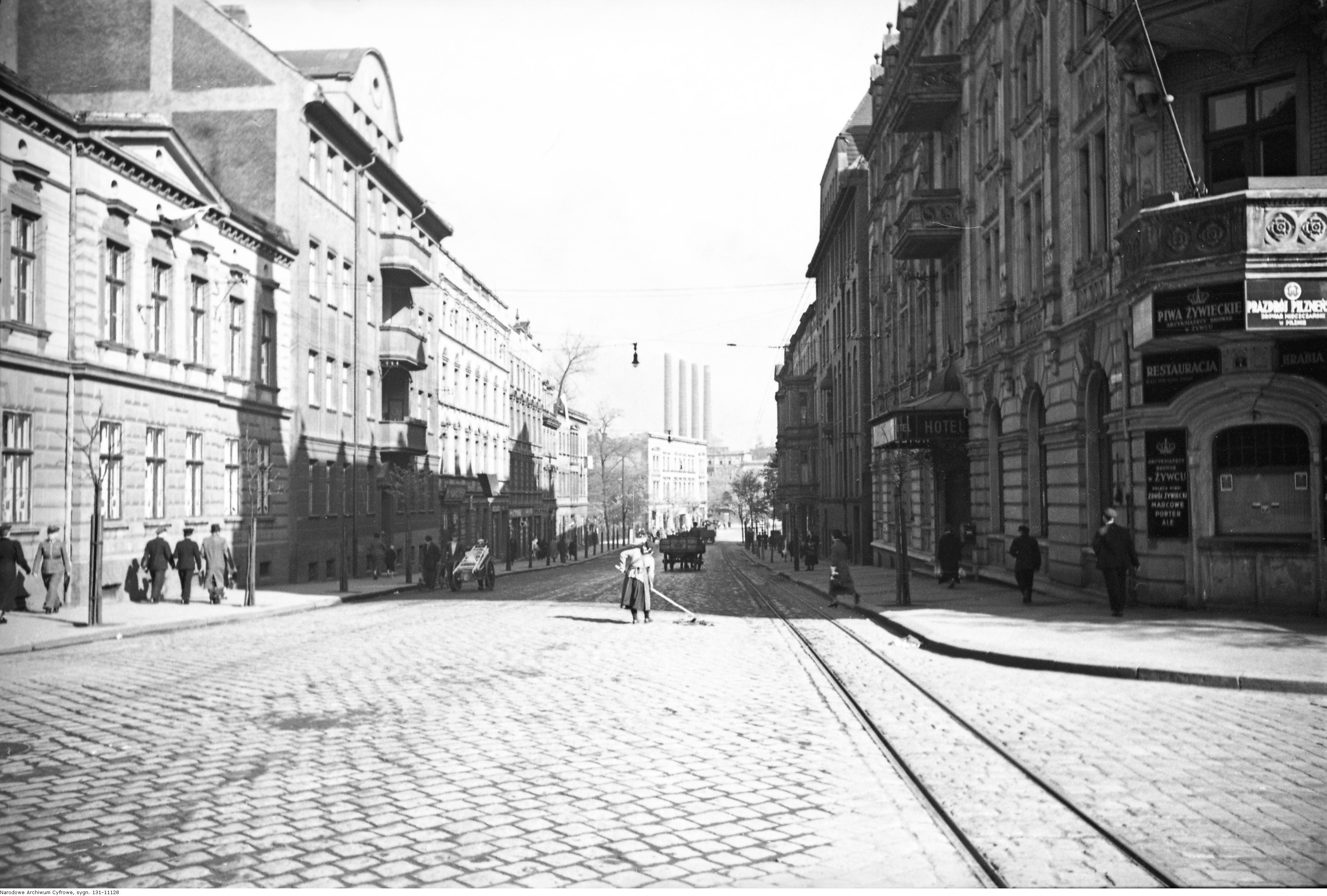
Chorzów w 1937 r.

  - 1 kwietnia – włączenie do Chorzowa większej części gminy Wielkie Hajduki (zostały one wkrótce VI dzielnicą miasta o nazwie Chorzów-Batory);
  - 11 kwietnia – nowy podział administracyjny Wielkiego Chorzowa na sześć dzielnic;
  - 18 lipca – zniszczenie pomnika hrabiego Redena;
  - sierpień – kradzież polskich mundurów z koszar 75 Pułku Piechoty, prawdopodobnie użytych później w sfingowanym napadzie na radiostację gliwicką;
  - 1 września – wycofanie się polskich władz oraz wojska (łącznie z uprowadzeniem 40 niemieckich mieszkańców miasta jako zakładników, do Mysłowic);
  - 3 września – wkroczenie oddziałów niemieckich oraz przyłączenie miasta do III Rzeszy (de facto) – po krótkich, nielicznych walkach, po czym wprowadzenie niemieckiej administracji (łącznie z aresztowaniem 19 polskich mieszkańców miasta jako zakładników);
  - 5 września – przywrócenie miastu nazwy Königshütte (Królewska Huta).
- 1939–1945 (II wojna światowa) – okres administracji niemieckiej. Mieszkańcy Królewskiej Huty w różnych mundurach (w niemieckich głównie od 1941), na różnych frontach, w różnych niewolach, obozach, łagrach; wielkie ubytki ludności męskiej; rasistowska segregacja ludności, wywózka Żydów do gett i obozów, spalenie synagogi; urzędowe naciski na mieszkańców aby składali podania o wpis na Volkslistę. Urzędowe zmiany imion i nazwisk na niemieckie, represje wobec Ślązaków-Polaków odmawiających wpisu na Volkslistę.
- 1941 – słynna wizyta i przemowa ministra Wilhelma Fricka w hutach „Królewskiej” i „Bismarck”.
- 1942
  - utworzenie jednego z sieci obozów koncentracyjnych administrowanych przez Hauptamt Volksdeutsche Mittelstelle przeznaczonych dla Polaków na Śląsku – Polenlager – „Polenlager Königshütte”[19];
  - 7 lipca – odsłonięcie odbudowanego pomnika hrabiego von Redena.
- 1945
  - deportacja więźniów i robotników przymusowych na zachód, częściowo w formie morderczego marszu pieszo (tzw. Todesmarsch).
  - w ostatnich dniach: wielki wiec z udziałem robotników i uczniów na stadionie Ruchu, główny punkt programu: przemowa motywacyjna gauleitera Brachta (tzw. Durchhalterede).
  - 28 stycznia – wkroczenie oddziałów Armii Czerwonej (prawie bez walk), ponowne przyłączenie miasta do Polski i przywrócenie nazwy miasta Chorzów; problemy z zaopatrzeniem miasta w żywność.
  - instalacja radzieckiej baterii dział artylerii przeciwlotniczej na stadionie Ruchu.
  - podpalenie magazynu niemieckich mundurów itp. w kinie na ul. Wolności i kilkudniowy pożar.
  - ponowne zniszczenie w niewyjaśnionych okolicznościach pomnika hrabiego Redena.
  - przymusowe wysiedlenia urzędowo uznanych za Niemców mieszkańców miasta lub ucieczka (częściowo w kierunku południowym).
  - masowa imigracja ludności polskiej (tzw. napływowej).
  - masowa eksmisja mieszkańców z mieszkań (konfiskata) i przymusowe zwolnienia z pracy.
  - 6 kwietnia – Ministerstwo Bezpieczeństwa Publicznego utworzyło Centralne Obozy Pracy. Obozy pracy nr 15 i 16 powstały w Chorzowie[20][niewiarygodne źródło?].
  - mieszkańcy Chorzowa w polskich obozach (między innymi w Obozie Zgoda?).
  - wywózki górników-autochtonów do ZSRR (m.in. Workuta, Donieck).
- 1945–1946 – tzw. rehabilitacja mieszkańców którzy wpisani byli na niemiecką listę narodowościową (Volkslista), często nie całkiem dobrowolna (łącznie z przymusową zmianą imion i pisowni nazwisk).
- 1950 – „rehabilitacja” z urzędu, mieszkańców którzy w czasie wojny mieli nadaną volkslistę (czyli powyżej 90%), a nie zostali zrehabilitowani w inny sposób.
- 1951 – rozpoczęcie długo trwającej budowy Parku Śląskiego
- 1954 – 82 ofiary (według danych oficjalnych; według innych wersji znacznie więcej) wśród górników oraz więźniów i robotników przymusowych pracujących w kopalni „Barbara-Wyzwolenie” (w wyniku pożaru wywołanego przez awarię systemu energetycznego).
- 1955 – początek fali emigracji rdzennych mieszkańców, głównie do RFN i NRD.
- 1968 – polityczne zamieszki w mieście.
- 1971 – nasilenie emigracji mieszkańców miasta do RFN w wyniku „umowy o łączeniu rodzin” (Familienzusammenführung).
- 1972 – Fidel Castro w Chorzowie.
- 1974 – miasto zostaje odznaczone Orderem Sztandaru Pracy I klasy[21]
- 1978 – budowa estakady na chorzowskim rynku.
- 1982 – początek kolejnej fali emigracji na zachód (głównie do RFN) w wyniku stanu wojennego i ogólnej sytuacji ekonomiczno-politycznej w Polsce.
- 1991 – uchwała Rady Miasta nadająca dzielnicom I–IV odpowiednio nazwy: Centrum, Chorzów II, Chorzów Stary i Chorzów Batory.
- 1993 – zamknięcie KWK Prezydent.
- 1998 – reorganizacja huty „Kościuszko” („Królewskiej”).
- 2002 (6 września) – odsłonięcie zrekonstruowanego po raz drugi pomnika hrabiego Redena, tym razem przy placu Hutników w śródmieściu.
- 2005 – pierwsze rozmowy na temat planu połączenia Chorzowa z innymi miastami Górnośląskiego Okręgu Przemysłowego.
- 2006 (28 stycznia) – na terenie Międzynarodowych Targów Katowickich doszło do katastrofy budowlanej. W wyniku wad konstrukcyjnych oraz naporu grubej warstwy zalegającego śniegu zawaleniu uległa hala wystawowa o pow. ok. 1,5 ha. Pod jej gruzami zginęło 65 osób a ok. 190 odniosło obrażenia wymagające hospitalizacji.

## Nazwa miasta

### Chorzów
Pochodzenie nazwy Chorzów (od 1934 r. miasta, zaś wcześniej wsi – obecnego Chorzowa Starego) nie jest do dzisiaj ostatecznie ustalone.
Obecnie obowiązującą etymologię nazwy Chorzów podał w 1987 r. krakowski onomasta Kazimierz Rymut. Wywodzi ją on od znanej w źródłach średniowiecznych nazwy osobowej Charz, u której źródła zapewne leży imię Zacharz (później: Zachariasz). Jego zdaniem dzisiejsza forma Chorzów jest stosunkowo późna i powstała przez upodobnienie do wyrazów typu chory, ponieważ samogłoska -a- w pozycji przed spółgłoską -rz- mogła mieć podwyższoną wymowę, przechodząc w -o-.
Niektórzy historycy wiążą pochodzenie tej nazwy z pojawiającego się w XII w. zapisu o osadzie targowej pod Bytomiem, zwanej Zversov lub też Zuersov (do XVI w. w alfabecie łacińskim nie istniało rozróżnienie U i V, stosowano tylko półsamogłoskę V, odczytywaną jako samogłoska U lub spółgłoska V, różnica polega tylko na współczesnej transliteracji, podobnie W może być średniowieczną ligaturą VV lub transliterowane z V). Onomasta Stanisław Rospond uważał, iż mylnie kojarzy się wzmiankowaną w 1136 r. kopalnię srebra koło Bytomia Zversov z Chorzowem. Osada Zversov jest różnie rekonstruowana: Zwierszów, Zwierzów, Sierszów (jak Siersza) i podstawy należałoby szukać w prasłowiańskim sěrъ, od którego wywodzą się wyrazy siarka i szary. Profesor Rospond zastanawiał się również, czy oprócz dominującego poglądu, imię Chorz nie mogło być po prostu zdrobnieniem od Zachariasza.
Inny zapis, który ma dotyczyć Chorzowa, to Coccham lub Coccha. Ta forma z kolei pojawia się w dokumencie patriarchy jerozolimskiego z 1198 r., w którym nadał ziemię Stróżom Bożego Grobu (Bożogrobcom). Wieś Chorza, czyli Chorzew, potem Chorzów (nazwa dzierżawcza), została zniszczona w 1241 r., przez Tatarów. Kolejną formą, jest Chareu (Charev), która pojawia się w dokumencie księcia Władysława opolskiego z 1258 r. Uważa się go za pierwszy pewny dokument potwierdzający średniowieczną historię Chorzowa. Obok nazwy Chareu pojawia się jeszcze nazwa Belobreze (prawdopodobnie dzisiejszy Dąb – dzielnica Katowic). Ta forma (Belobreze) pojawia się też obok Coccha w dokumencie z 1198 r. W XIII i XIV wiekach zaś pojawiają się zapisy: Charzew (1257), Charzow (1292), Chorevo (1297), Chorzow (1339).

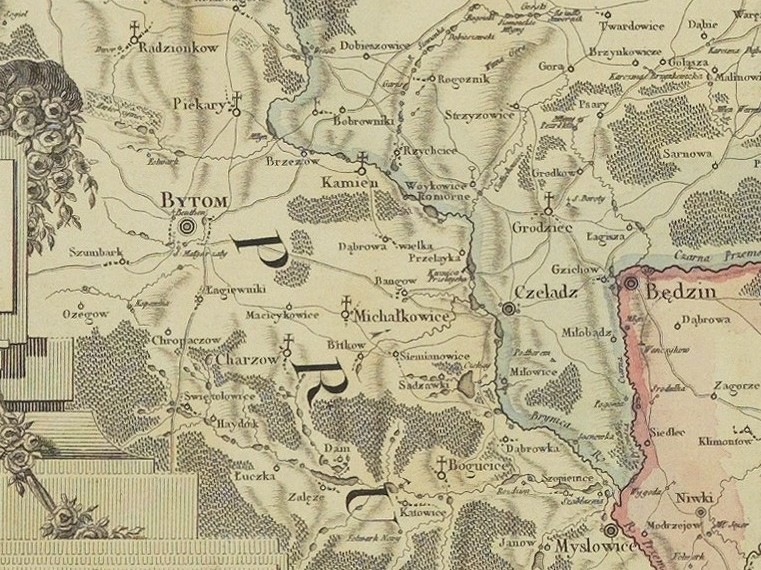
Nazwa Charzow na mapie z 1792 r.

W nazwie miejscowości a zamiast o powtarza się w dokumentach aż do XVIII wieku (w 1780 r. Charzow lub Chorzow). Stanisław Rospond domniemywa, że albo prasłowiańskie chvorъ= chory funkcjonowało w podwójnej postaci chor- || char-, czego przykładem może być, iż obok nazw osobowych Chorzela, Chorzęta występują również Charzyński, Charuba, albo zapisy Char- należałoby uznać za germanizacyjne, gdzie polskie o zastępowano a (Wartha = Bardo).
Jak wspomniano nazwa Chorzów może posiadać swój źródłosłów w podstawie „chory”, od której utworzono wiele dawnych nazw osobowych: Chorz, Chorzęta, Chorzel, Chorzela, porównaj nazwę miejscową: Chorzele, Charzewice, Chorzewice. Wtedy osada ta – Chorzów – mogła być miejscem, gdzie przebywało wielu chorych. Pierwszą formą, udokumentowaną w 1257 r., tego potocznego, hipotetycznego określenia osady Chorzev mogła być podobna w brzmieniu nazwa Chareu (Charev). Wybudowany w tej osadzie szpital przeniesiony został w 1299 r. do Bytomia.
Od polskiej nazwy choroby nazwę wywodził również niemiecki nauczyciel Heinrich Adamy, który w swoim dziele o nazwach miejscowych na Śląsku wydanym w 1888 r. we Wrocławiu wymienia nazwę miejscowości jako „Charzow (Chory)” podając jej znaczenie Krankenort. Ungesunder Ort, czyli w polskim znaczeniu: miejscowość chorych lub niezdrowe miejsce. W alfabetycznym spisie miejscowości na terenie Śląska wydanym w 1830 r. we Wrocławiu przez Johanna Knie miejscowość (dzisiejszy Chorzów Stary) występuje pod nazwą Chorzow, Chożow oraz Hospitalgrund auch Chorzowski Grund (‘szpitalny też chorzowski grunt’).
1 lipca 1934 r. nazwę Chorzów przeniesiono na istniejące wtedy miasto Królewska Huta (połączone w tym czasie ze wsią Chorzów). Dopiero od tego momentu nazwa Chorzów odnosi się do istniejącego miasta.

### Królewska Huta
Jest to dosłowne tłumaczenie na język polski (tzw. kalka językowa) pierwotnej, urzędowej nazwy niemieckiej Königshütte, oznaczającej zarówno hutę, jak i powstałą przy niej kolonię (późniejsze miasto). Już od początku XIX w. w obiegu były obydwie formy: niemiecka społeczność używała nazwy Königshütte, zaś polska – Królewska Huta, czego jednym z dowodów jest statystyczny opis Prus z 1837 roku, w którym miejscowość zanotowana jest jako: „Königshütte (polnisch Krolewska Huta)”.
Niemiecka forma Königshütte funkcjonowała w oficjalnym obiegu (urzędowym) w latach 1797–1922 i jako Königshütte O.S. w latach 1939–1945. W czerwcu 1922 r. tradycyjna już polska nazwa Królewska Huta stała się urzędową nazwą miasta i pozostała nią do końca czerwca 1934 r. Z dniem 1 lipca 1934 r. do miasta Królewska Huta przyłączono wiejskie gminy Chorzów i Nowe Hajduki, jednocześnie zmieniając nazwę miasta na Chorzów. Choć zmiana nazwy dużego przemysłowego miasta była niezwykle kosztowna, utrudniająca życie mieszkańcom i przedsiębiorcom, zdecydowano się na nią ze względów polityczno-propagandowych i narodowych. W spektakularny sposób jednoznacznie zerwano z tradycją niemiecką, usuwając z nazewnictwa miejscowego odniesienie do pruskiego króla, w którego imieniu założono w 1791 r. państwową (a więc należącą do królewskiego majątku) kopalnię węgla kamiennego König – ‘król’ (niem. Königsgrube, późniejsza kopalnia Król), a następnie, w 1797 r. państwową hutę żelaza König – ‘król’ (niem. Königshütte, późniejsza huta Królewska) wraz z osiedlem patronackim o identycznej nazwie co huta. W 1936 r. spolszczono również nazwę huty Królewskiej, którą przemianowano na Piłsudski. Zmiany te wpisywały się w wieloletnią akcję polonizowania przestrzeni publicznej województwa śląskiego, inicjowaną i aktywnie wspomaganą przez wojewodę śląskiego Michała Grażyńskiego. W jej ramach zmieniono m.in. w 1933 r. nazwę huty Bismarcka w Hajdukach Wielkich na Batory.

## Demografia
Chorzów jest najstarszym demograficznie miastem w województwie śląskim. Więcej niż 65 lat ma 27% ludności (przy regionalnej średniej 19%), a poniżej 15 roku życia jest zaledwie 11% chorzowian.
Miasto ma dziś mniej mieszkańców niż przed wojną (w 1939, według różnych źródeł, ludność miasta wynosiła 127–135 tys. mieszk.). W czasie wojny nastąpił ubytek mieszkańców – liczba ludności w 1945 r. była o blisko 30 tys. osób niższa niż w 1939 r. Przyczyną tego zjawiska był stosunkowo duży odsetek osób deklarujących narodowość niemiecką oraz liczne antagonizmy na tym tle występujące jeszcze przed II wojną światową. W okresie wojny na niemiecką listę narodowościową wpisano 92% mieszkańców miasta, z których większość posiadała I lub II kategorię DVL. Po 1945 r. osoby te zostały zmuszone do opuszczenia granic Polski. Przez pierwszych dwadzieścia lat powojennych liczba ludności rosła. Obniżyła się nieco przy wymianie gruntów z Katowicami, by ponownie rosnąć. Najwięcej ludności zamieszkiwało Chorzów w 1977 – 156 580 osób przy średniej gęstości zaludnienia prawie 4800 osób/km². Później liczba mieszkańców malała i nadal maleje. W ostatnich latach proces ten uległ spowolnieniu.
Pod koniec 2017 r. Chorzów zamieszkiwało 109 021 osób, a w 2035 r. według prognoz GUS liczba mieszkańców wyniesie 108 328.
Bezrobocie w Chorzowie jest na niskim poziomie – w kwietniu 2019 r. bez pracy pozostawało 4,0% ludności. Jest to wskaźnik niższy niż średnia dla Polski o 1,6 p.p. oraz nieznacznie niższy niż średnia w województwie (o 0,2 p.p.). Źle wypada Chorzów w porównaniu z dwoma swoimi sąsiadami – Katowicami (1,6%) i Rudą Śląską (3,1%), natomiast bezrobocie jest znacząco niższe niż w Bytomiu (9,1%).
W dwudziestoleciu międzywojennym Chorzów (Królewska Huta) był najgęściej zaludnionym miastem w Polsce – średnia gęstość zaludnienia wynosiła ponad 12 tys. mieszkańców na kilometr kwadratowy.
Liczba ludności Chorzowa od 1871 r.
Największą populację Chorzów odnotował w 1977 r. – według danych GUS 156 580 mieszkańców.
Piramida wieku mieszkańców Chorzowa w 2014 r.

## Gospodarka

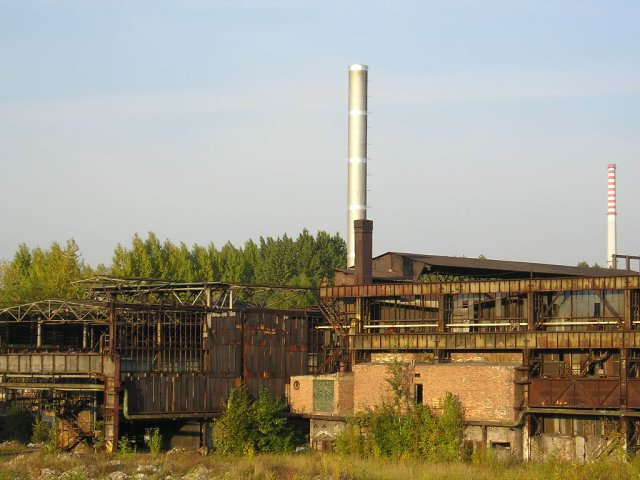
Huta Kościuszko (Królewska) – 2005 r.

### Przemysł
Historia miasta wiąże się ściśle z rozwojem przemysłu. Głównie górnictwa i hutnictwa, ale także energetyki, chemii. Dziś dawne filary przemysłu nie odgrywają już wiodącej roli, gdyż w wyniku przemian gospodarczych doszło do restrukturyzacji zakładów pracy w wyniku czego zamknięto bądź połączono z innymi chorzowskie kopalnie, ograniczono także zakres działania hut stali. W hucie Kościuszko (Królewskiej) zamknięto wydziały wielkich pieców, stalownię, aglomerownię i koksownię. Huta Batory została natomiast sprywatyzowana i podzielona na kilka spółek. Zlikwidowano także Zakłady Chemiczne Hajduki.
Do dziś działają Zakłady Azotowe (podobnie jak huta Batory sprywatyzowane), nowoczesna Elektrociepłownia ELCHO Chorzów (w miejsce Elektrowni Chorzów), Huta Królewska (obecnie większość wydziałów jest zamkniętych), Alstom Konstal (dawniej Konstal) specjalizujący się dzisiaj głównie w konstrukcjach taboru szynowego. W wyniku ograniczenia roli przemysłu ciężkiego oraz zastosowaniu nowoczesnych technologii znacznie spadła emisja substancji szkodliwych dla atmosfery.

### Handel
Pierwszym nowoczesnym budynkiem służącym handlowi w Królewskiej Hucie, była Hala Targowa, oddana do użytku 15 sierpnia 1905 r. na placu targowym, przy głównej ulicy prowadzącej do Bytomia. Była to pierwsza na Śląsku hala targowa (dwie kolejne na Śląsku hale targowe nr 1 i nr 2 we Wrocławiu otwarto dopiero w 1908 r.), świadcząca o prawdziwie wielkomiejskich aspiracjach władz i mieszkańców Królewskiej Huty.

### Przedsiębiorstwa
Poprzemysłową lukę w chorzowskiej gospodarce uzupełniają małe i średnie przedsiębiorstwa, głównie usługowe i handlowe.

### Transport

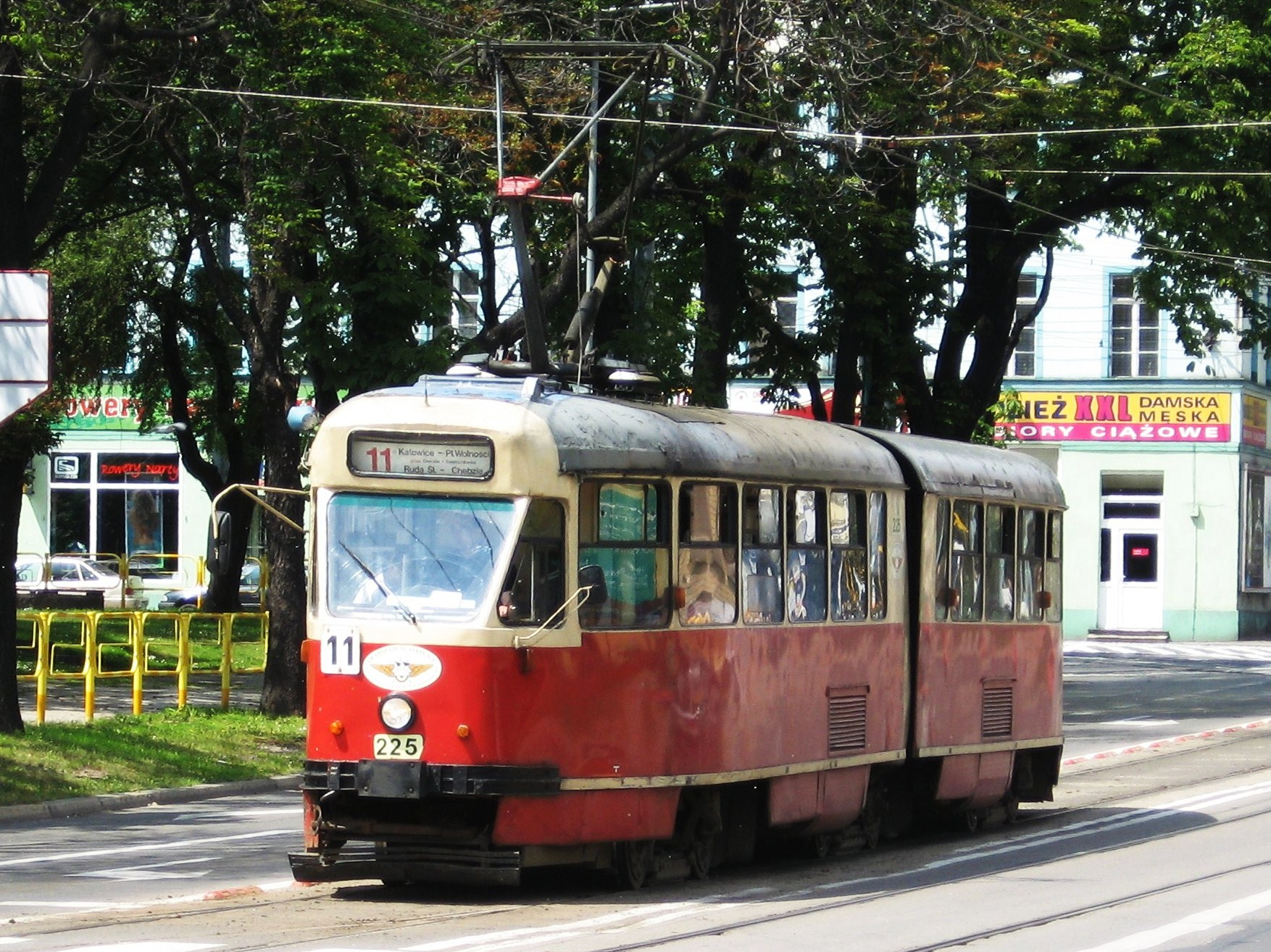
Tramwaj 102Na, Mija chorzowski rynek (2006 r.)

#### Autobusowy
- Przez miasto przebiega wiele linii autobusowych o różnych relacjach. Większość z nich ma przystanki wokół Rynku. Do utrzymywania sieci lokalnych połączeń autobusowych wykorzystywane są różne drogi, łącznie z autostradą A4 oraz DTŚ. Jeżdżą po niej autobusy ekspresowe relacji Katowice – Gliwice.
- Autobusy międzynarodowe odjeżdżają z przystanku przy Placu Powstańców Śląskich.

#### Kolejowy
Początki kolei żelaznych w Chorzowie sięgają I połowy XIX wieku. Pierwsze pociągi pojawiły się jesienią 1846:
- 3 października 1846 r. oddano do użytku 63,8 km (w większości 2-torowy) odcinek linii kolejowej łączący Katowice, Chorzów i Kędzierzyn-Koźle. W listopadzie 1876 linię tę przedłużono o 220 km (częściowo 2-torowy) odcinek Kędzierzyn Koźle-Legnica[34].
- 27 października 1872 uruchomiono 28 km 2-torowy odcinek linii kolejowej łączący Chorzów i Tarnowskie Góry. W okresie międzywojennym (lata 1926–1933) przedłużono ją o 277 km odcinek Kalety-Inowrocław.
- W latach 20. XX wieku rozbudowano istniejącą sieć połączeń kolejowych o 2 krótkie odcinki. W czerwcu 1924 oddano do użytku 4,8 km 1-torowy odcinek Chorzów Batory – Ruda Kochłowice, a w grudniu 1929 uruchomiono 4,5 km 1-torowy odcinek Chorzów Batory – Katowice. Obydwa odcinki obsługują wyłącznie przewozy towarowe.

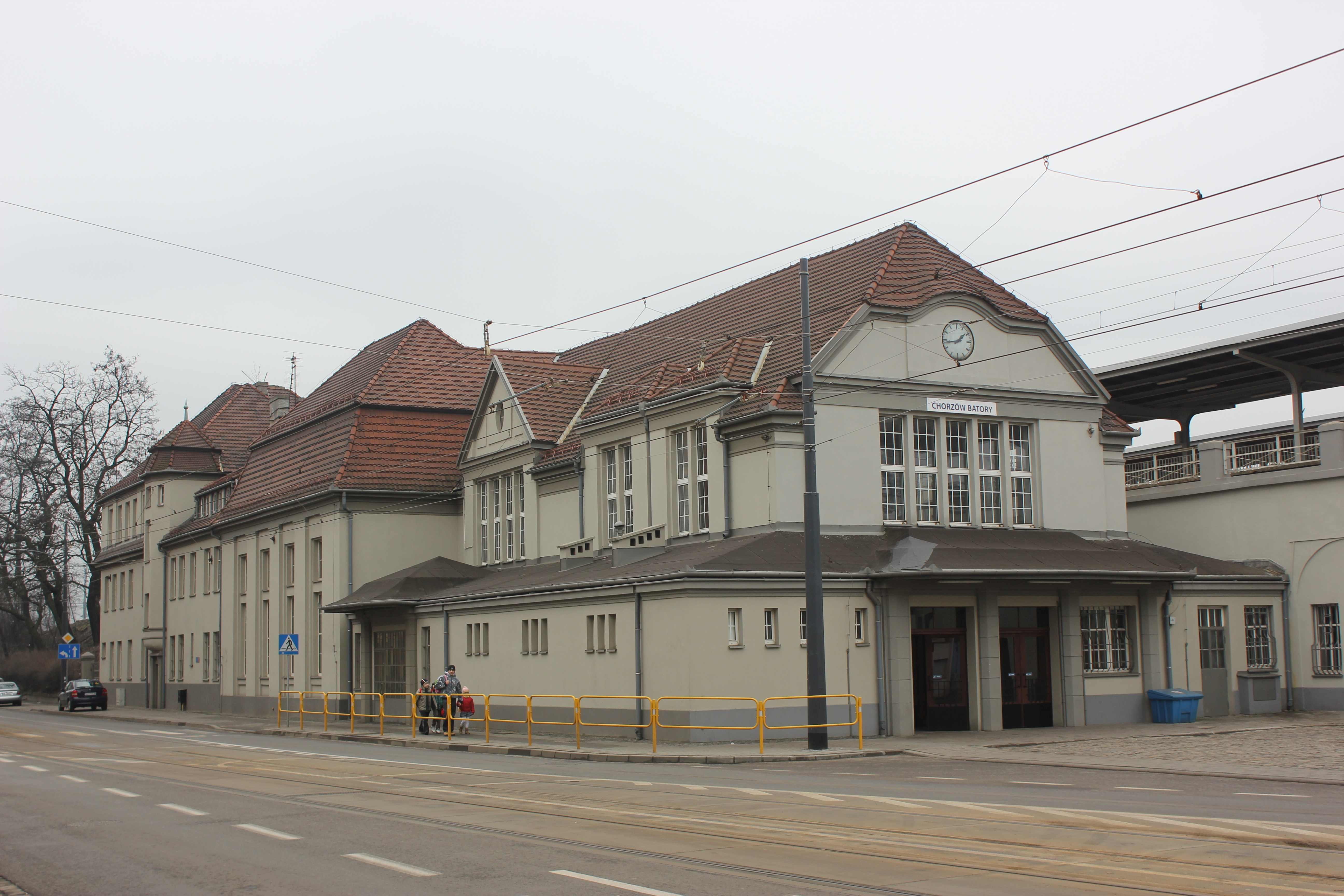
Dworzec Chorzów Batory

Obecnie funkcjonują stacje kolejowe:
- Chorzów Batory na trasie: Katowice – Gliwice
- Chorzów Miasto i Chorzów Stary na trasie: Katowice – Chorzów Batory – Bytom – Lubliniec

Istnieją dworce kolejowe: Chorzów Batory, Chorzów Miasto, Chorzów Stary.

#### Lotniczy
- W pobliżu Chorzowa znajduje się Lotnisko w Pyrzowicach
- W 2013 w Parku Śląskim oddano do użytku lądowisko Chorzów-Park. Jest to w pełni wyposażone lądowisko dla służb ratunkowych w utrzymaniu Chorzowskiego Centrum Pediatrii i Onkologii, jednak mogą z niego korzystać także inne szpitale znajdujące się w Chorzowie i sąsiednich miastach.

#### Rowerowy
- W 2009 r. Chorzów posiadał 9 kilometrów tras rowerowych[35].
- Likwidacja linii tramwajowej nr 12 otworzyła w 2010 r. szansę na rozbudowanie infrastruktury transportu rowerowego o kolejne dwa kilometry drogi wzdłuż ulicy Siemianowickiej[36].
- Sytuacja zmienia się powoli[37], a w mieście brak zespołu ds polityki rowerowej.
- 11 października 2018 r. uruchomiono system rowerów miejskich (150 rowerów na 15 stacjach we wszystkich dzielnicach miasta). Docelowo Chorzów będzie miał największy system rowerów miejskich w regionie (460 rowerów). Wszystkie stacje uruchomione zostaną w marcu 2019 r.[38]
- 25 lutego 2024 r. wyruszyło Metrorower łączący Chorzów z całą Górnośląsko-Zagłębiowskiej Metropolii.[39]

#### Samochodowy
północ-południe:
- ul. Stefana Batorego (Chorzów Batory), ul. J. Gałeczki, ul. gen. H. Dąbrowskiego, ul. W. Kollmanna (Obwodnica Chorzowa Batorego)

wschód-zachód:
- Autostrada A4 Kraków-Katowice-Wrocław (węzeł Chorzów)
- Drogowa Trasa Średnicowa (DTŚ) Katowice-Gliwice,
- droga krajowa nr 79 Katowice–Bytom, odcinek tej drogi przebiega estakadą przez środek miasta kilkadziesiąt metrów od Urzędu Miasta i przecinając Rynek
- ul. Armii Krajowej

#### Tramwajowy
- Tramwaje jeżdżące po torach umiejscowionych na głównym deptaku miasta, ulicy Wolności, podawane są jako wzorcowy przykład koegzystancji ruchu pieszego i tramwajowego i uspokojenia ruchu.
- Przez blisko sto lat Chorzów stanowił skrzyżowanie szlaków komunikacji tramwajowej Bytom – Katowice i Ruda Śląska – Siemianowice. Po zlikwidowaniu linii tramwajowej numer 12, Chorzów utracił połączenie tramwajowe z Siemianowicami. Jednocześnie połączenie pomiędzy Skwerem Przy Pomniku Redena a Chorzowem Starym (domem dziecka, Starochorzowskim Domem Kultury, domem pomocy społecznej i ogródkami działkowymi na Węzłowcu) zaczęło być obsługiwane przez autobusy, co nie mogło pozostać bez wpływu na jakość powietrza w tych miejscach.
- Do niedawna funkcjonowała zajezdnia tramwajowa Chorzów Batory (dziś Zakład Usług Remontowych)[40].
- Przystanek Chorzów Rynek został przebudowany i z dniem 21.12.2015r został oddany do użytku linii tramwajowych jako Centrum Przesiadkowe.

## Służba zdrowia

### Szpitale

#### Publiczne
- Samodzielny Publiczny Zakład Opieki Zdrowotnej – Zespół Szpitali Miejskich (szpital dla dzieci i dorosłych),
- Samodzielny Publiczny Zakład Opieki Zdrowotnej – Szpital Specjalistyczny (szpital zakaźny).

#### Niepubliczne
- Szpital im. Ignacego Mościckiego Lecznica Dzieci i Dorosłych
- Centrum Okulistyczne Weiss Klinik
- Śląskie Centrum Urologii Urovita
- Śląski Instytut Matki i Noworodka

## Oświata

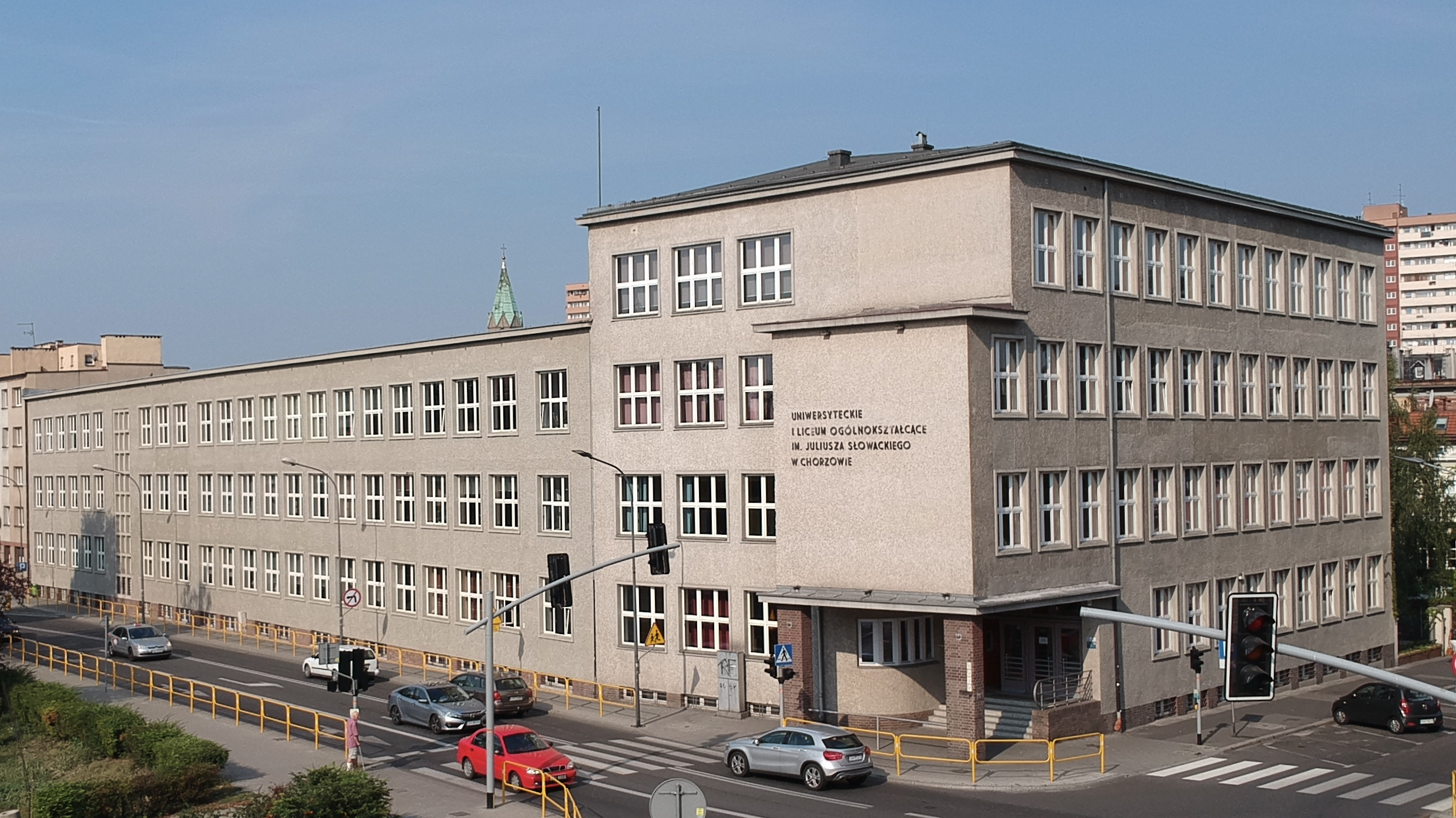
I LO im. Juliusza Słowackiego

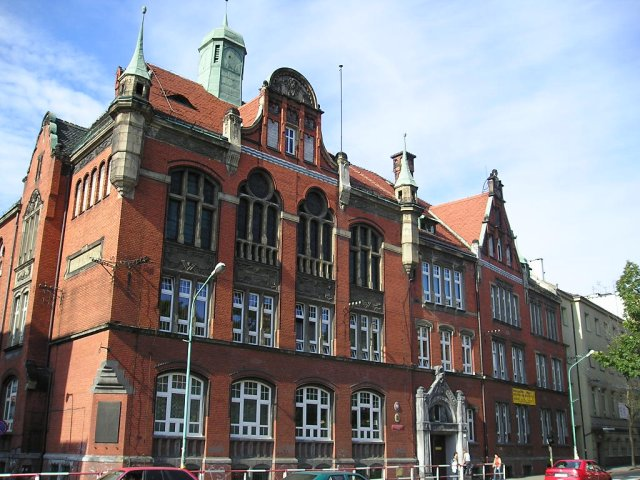
IV LO im. Skłodowskiej-Curie

- Górnośląska Wyższa Szkoła Przedsiębiorczości im. Karola Goduli
- Wyższa Szkoła Bankowa w Poznaniu, Wydział Zamiejscowy w Chorzowie
- Uniwersytet Śląski, jednostka dydaktyczna – Szkoła Zarządzania.
- Śląskie Międzyuczelniane Centrum Edukacji i Badań Interdyscyplinarnych
- Górnośląska Wyższa Szkoła Pedagogiczna
- I Liceum Ogólnokształcące im. Juliusza Słowackiego
- II Liceum Ogólnokształcące im. Juliusza Ligonia
- III Liceum Ogólnokształcące im. Stefana Batorego
- IV Liceum Ogólnokształcące im. Marii Skłodowskiej-Curie
- ZSTiO nr 1 im Wojciecha Korfantego
- ZSTiO nr 2 im Mariana Batko
- Technikum Mechaniczno-Elektryczne im Nikoli Tesli
- ZSTiO nr 4 im Jędrzeja Śniadeckiego
- ZSE im. Oskara Langego
- ZSB im. Krzysztofa Kamila Baczyńskiego
- Centrum Kształcenia Ustawicznego Ekonomistów im. Ludwika Krzywickiego
- Zespół Szkół Gastronomiczno-Usługowych im. Marii Dąbrowskiej
- Zespół Szkół Stowarzyszenia Rodzin Katolickich Archidiecezji Katowickiej im. Kardynała Prymasa Augusta Hlonda
- Państwowa Szkoła Muzyczna im. Grzegorza Fitelberga
- ZSO nr 2 im Miłośników Ziemi Śląskiej
- Górnośląski Uniwersytet Trzeciego Wieku

Ponadto liczne szkoły podstawowe i przedszkola.

## Kultura, zabytki i atrakcje turystyczne

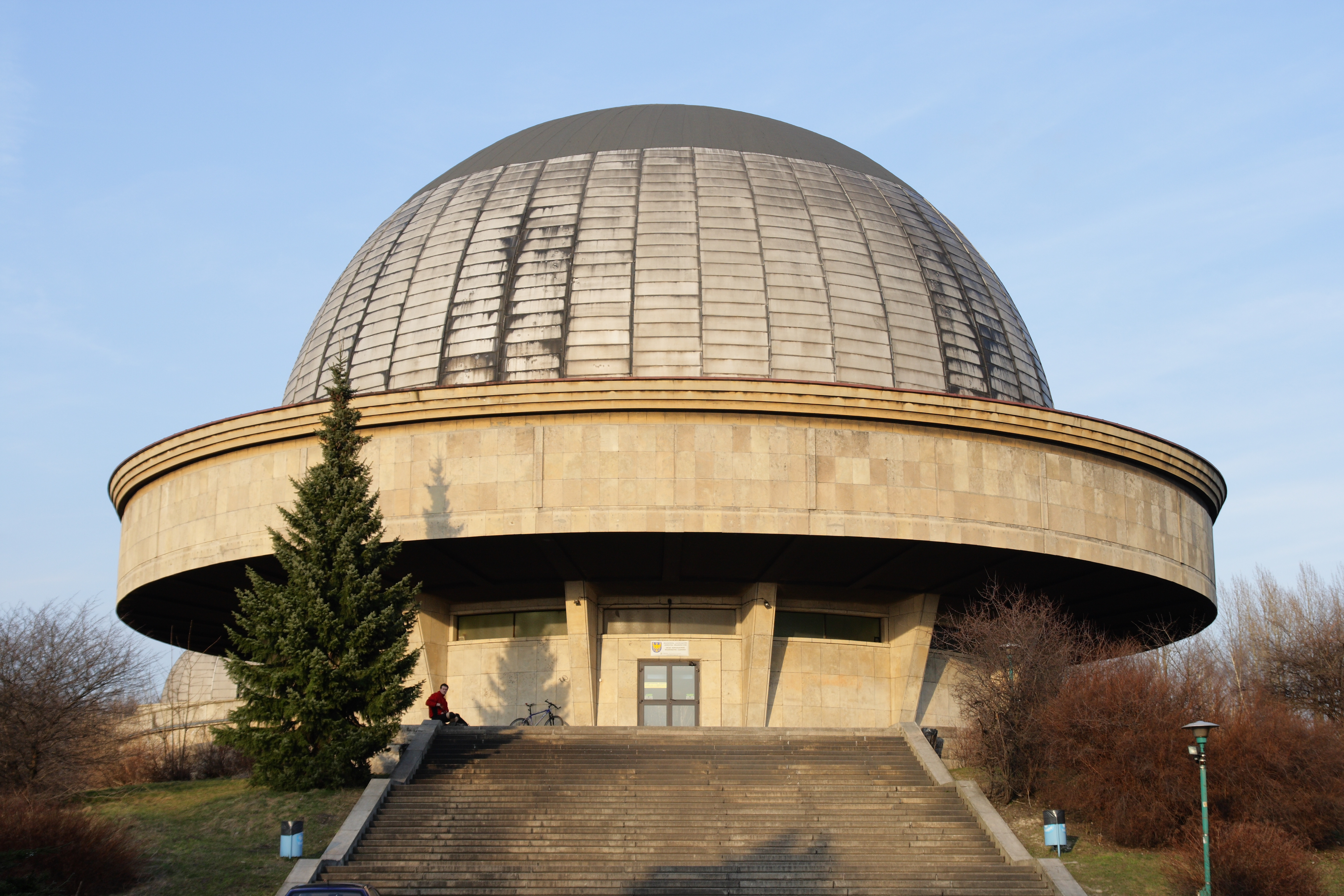
Planetarium Śląskie

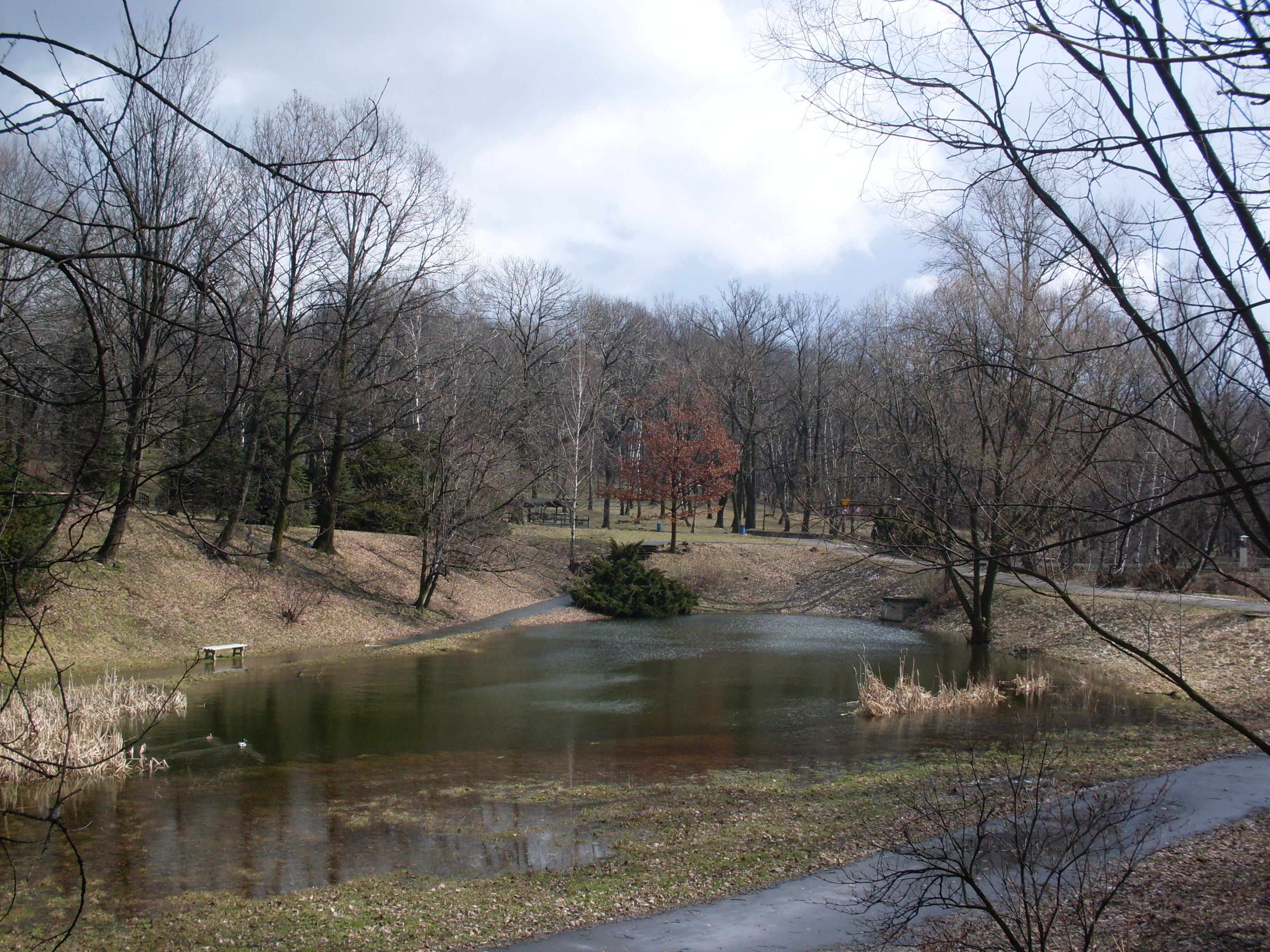
Fragment Parku Śląskiego

### Park Śląski
- Stadion Śląski – były stadion reprezentacji Polski
- Planetarium Śląskie z 1955 r. – największe i najbardziej znane obserwatorium astronomiczne w Polsce
- Górnośląski Park Etnograficzny – skansen prezentujący blisko 70 zabytkowych drewnianych obiektów architektury wiejskiej i małomiasteczkowej
- Śląski Ogród Zoologiczny
- Legendia Śląskie Wesołe Miasteczko – najstarszy stały lunapark w Polsce
- Kąpielisko „FALA” – Jedyne nie kryte kąpielisko w mieście. Jego nazwa wzięła się od atrakcji jaką jest sztucznie wytwarzana fala. Dziś już nieczynne.
- Kolejka wąskotorowa (planowana modernizacja na przełomie 2013/2014 r.)
- Rosarium
- Rzeźba Żyrafy
- Galeria Rzeźby Śląskiej
- Hala wystawowa „Kapelusz” z 1968 r.
- restauracja Przystań w stylu socrealistycznym
- korty tenisowe
- „Taneczny Krąg” – duża altana wraz z otaczającym ją placem na którym w okresie letnim odbywają się imprezy folklorystyczne[potrzebny przypis]

Do 2006 r. dużą atrakcją była Kolejka linowa „Elka” – najdłuższa, a zarazem jedyna w Europie nizinna kolejka linowa. Jej trasa okrążała cały park. Ze względu na zły stan techniczny została zamknięta w 2007 r., a w 2008 r. podjęto decyzję o jej likwidacji. Jednak po 6 latach 6 września 2013 r. ponownie kolejkę otwarto. Na razie zmodernizowano i otwarto jeden odcinek na trasie od stacji „Stadion Śląski” do stacji „Wesołe Miasteczko”, ale planowane jest w przyszłości otwarcie dalszych odcinków kolejki.

### Zabytki
Zabytki w Chorzowie wpisane do rejestru zabytków województwa śląskiego:

### Obiekty sakralne

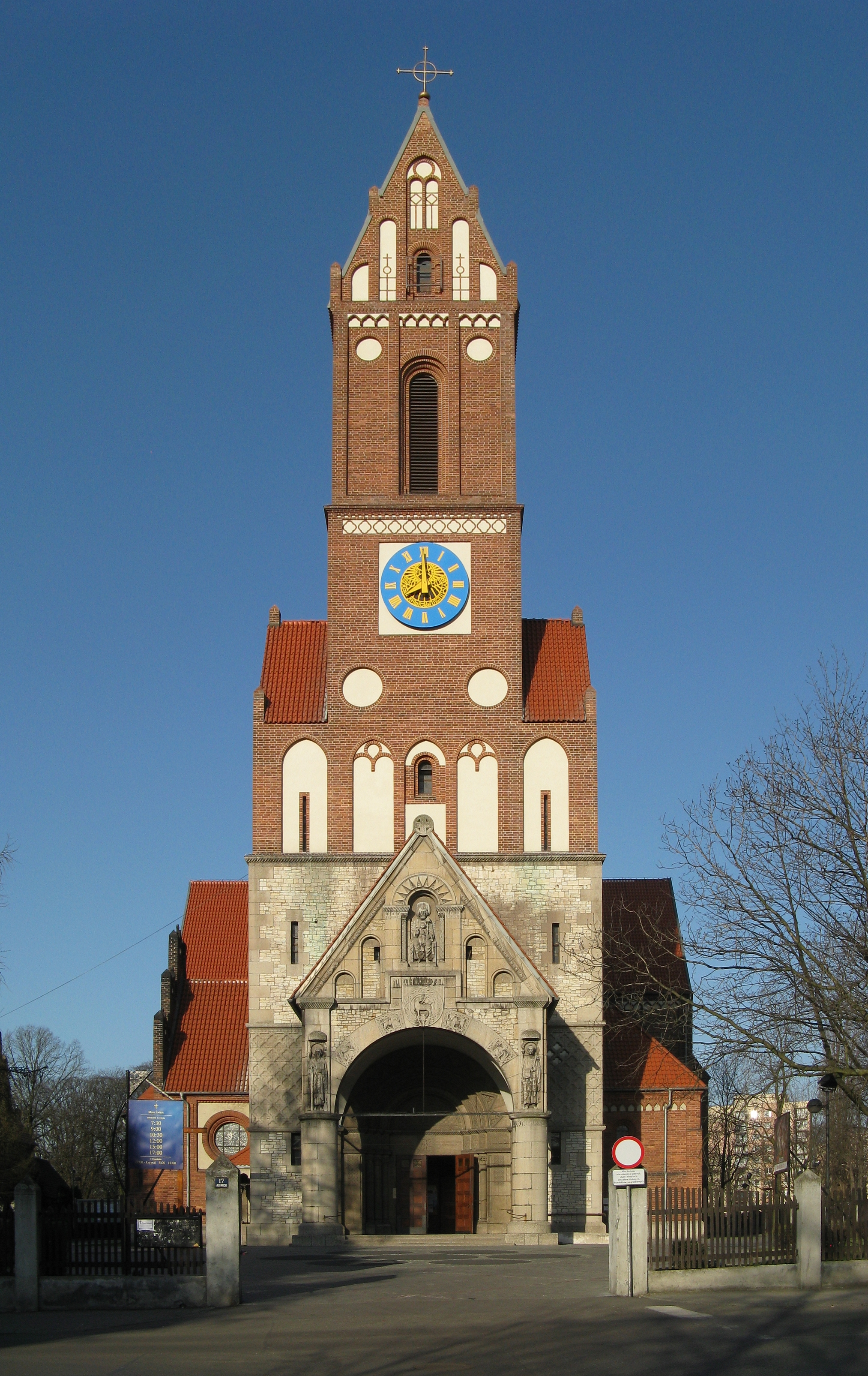
Kościół św. Józefa

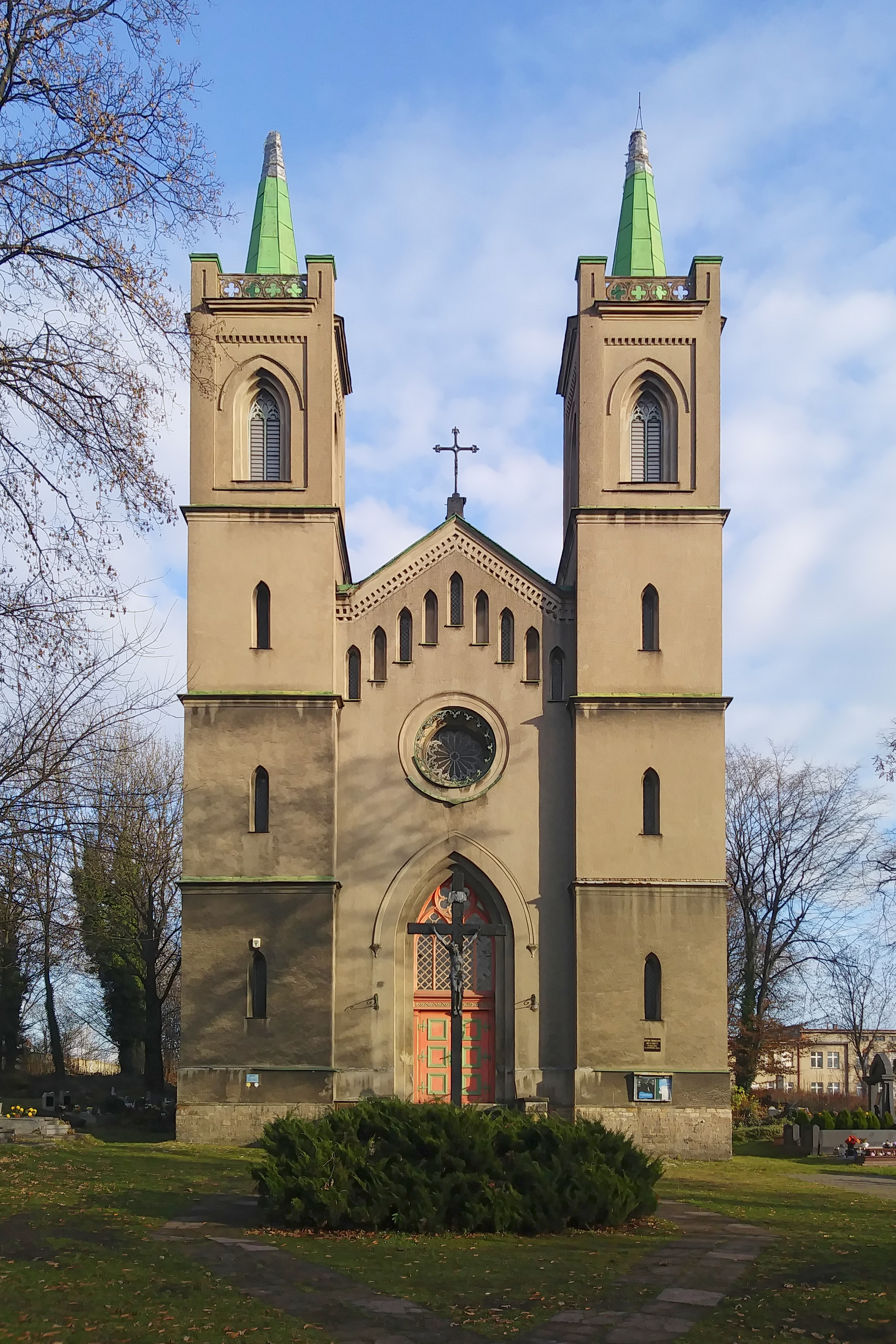
Kościół ewangelicko-augsburski im. Elżbiety

- krzyż na cmentarzu parafialnym przy ul. Henryka Dąbrowskiego[41]
- kościół św. Antoniego z Padwy z plebanią[42]
- kościół św. Barbary[42] z budynkiem probostwa[43]
- kościół ewangelicki im. Elżbiety[42]
- kościół św. Jadwigi Śląskiej[42] z budynkiem probostwa[43]
- kościół św. Józefa, organy i prospekt organowy[41] z budynkiem probostwa[42]
- kościół ewangelicki im. ks. Marcina Lutra, organy i prospekt organowy[41] oraz ogrodzenie wraz z otoczeniem parkowym[42]
- zespół kościoła parafialnego św. Marii Magdaleny: kościół z plebanią i ogrodzeniem, kaplica, krzyż i cmentarz kościelny oraz pomnik ofiar obozów Auschwitz i Ravensbrück[42]
- kościół Najświętszego Serca Pana Jezusa[42]
- kościół św. Wawrzyńca[42], chrzcielnica i ambona, ołtarz boczny pw. Matki Bożej Różańcowej wraz z obrazem Matki Bożej Różańcowej; ołtarz boczny pw. św. Barbary wraz z obrazem św. Barbary; obraz Śmierć św. Wawrzyńca[41]
- kościół Wniebowzięcia Najświętszej Maryi Panny z plebanią[44]
- dom zakonny sióstr Miłosierdzia św. Wincentego á Paulo[42]
- kaplica cmentarna na cmentarzu parafii św. Jadwigi Śląskiej[42]
- rzeźba Święta Anna z Marią[41] w kościele Ducha Świętego w Chorzowie (zob. parafia Ducha Świętego w Chorzowie)
- Zespół witraży w kościele św. Floriana[41] (zob. parafia św. Floriana w Chorzowie)

### Obiekty użyteczności publicznej

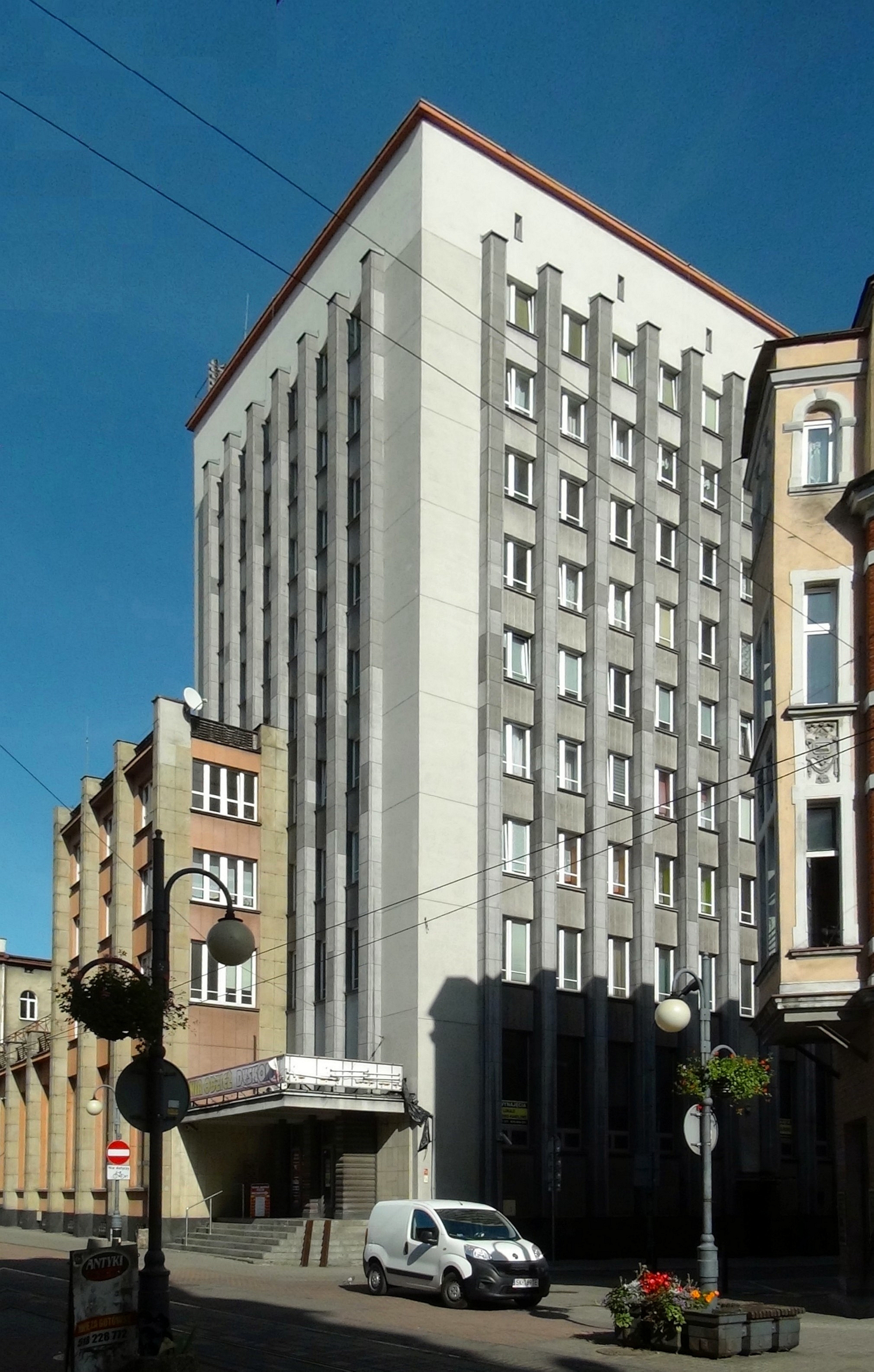
Budynek Komunalnej Kasy Oszczędności

- budynek Komunalnej Kasy Oszczędności[43]
- budynek kulturalno-sportowy, ul. Henryka Dąbrowskiego 7[42]
- dom kultury Zakładów Azotowych, ul. Siemianowicka 59[43]
- dawny dom starców, ul. Wandy 66[43]
- Hala wystawowa Kapelusz[43]
- Park Hutników[42]
- pawilon wystawowy C-G Ośrodka Postępu Technicznego, ul. Targowa 7[43]
- Planetarium Śląskie i obserwatorium astronomiczne na Górze Parkowej, al. Planetarium 4[43]
- gmach poczty głównej[43]
- ratusz[42] z zespołem witraży[41] przy Rynku
- ratusz w Chorzowie-Batorym, ul. Ratuszowa 3[44]
- budynek szkoły (obecnie IV LO), ul. Henryka Dąbrowskiego 34[42]
- budynek szkoły (obecnie I LO), ul. Henryka Dąbrowskiego 36[42]
- budynek szkoły (obecnie III LO), ul. Farna 5-7[44]
- dawna szkoła ewangelicka, ul. św. Piotra 9[43]
- budynek dawnej szkoły handlowej, ul. Ludwika Urbanowicza 2[43]
- zespół szpitala im. Andrzeja Mielęckiego, obecnie szpital miejski, ul. Strzelców Bytomskich 11, 5 pawilonów szpitalnych I-V, budynek administracji z portiernią i kuchnią, kotłownia, budynek rentgena, budynek biblioteki, park[43]
- szpital im. Urbanowicza, ul. Zjednoczenia 10[43]

### Obiekty mieszkalne i gospodarcze
- dom Kalidego[43]
- kamienica, ul. Dąbrowskiego 11[42]
- kamienica, ul. Katowicka 60[43]
- kamienica, ul. 11 Listopada 15[43]
- kamienica z oficynami, ul. 3 Maja 15[43]
- kamienica, ul. Powstańców 18 / Sobieskiego 6[43]
- kamienica, ul. Siemianowicka 46 / Kościuszki[43]
- kamienica z oficyną, ul. Wolności 134[43]
- część osiedla przy Hucie Batory, wybrane domy przy ul. Karpackiej, Jana Kochanowskiego, Waleriana Łukasińskiego i Odrowążów[44]
- willa z ogrodem, ul. Batorego 44[44]
- willa, obecnie przedszkole, ul. Sobieskiego 13[43]
- willa, ul. Wolności 44[43]
- willa di Biasi, ul. Henryka Dąbrowskiego 22[41]
- wyposażenie mieszkania nr 1 znajdującego się na I piętrze kamienicy, Rynek 7[41]
- zagroda, pl. św. Jana 16, tj. dom, budynek gospodarczy i stodoła[42]
- zespół osady robotniczej: układ przestrzenny pl. św. Jana z wylotami ulic oraz domy, pl. św. Jana 2–10, ul. Bożogrobców 14, 20, 22[44]

### Obiekty poprzemysłowe

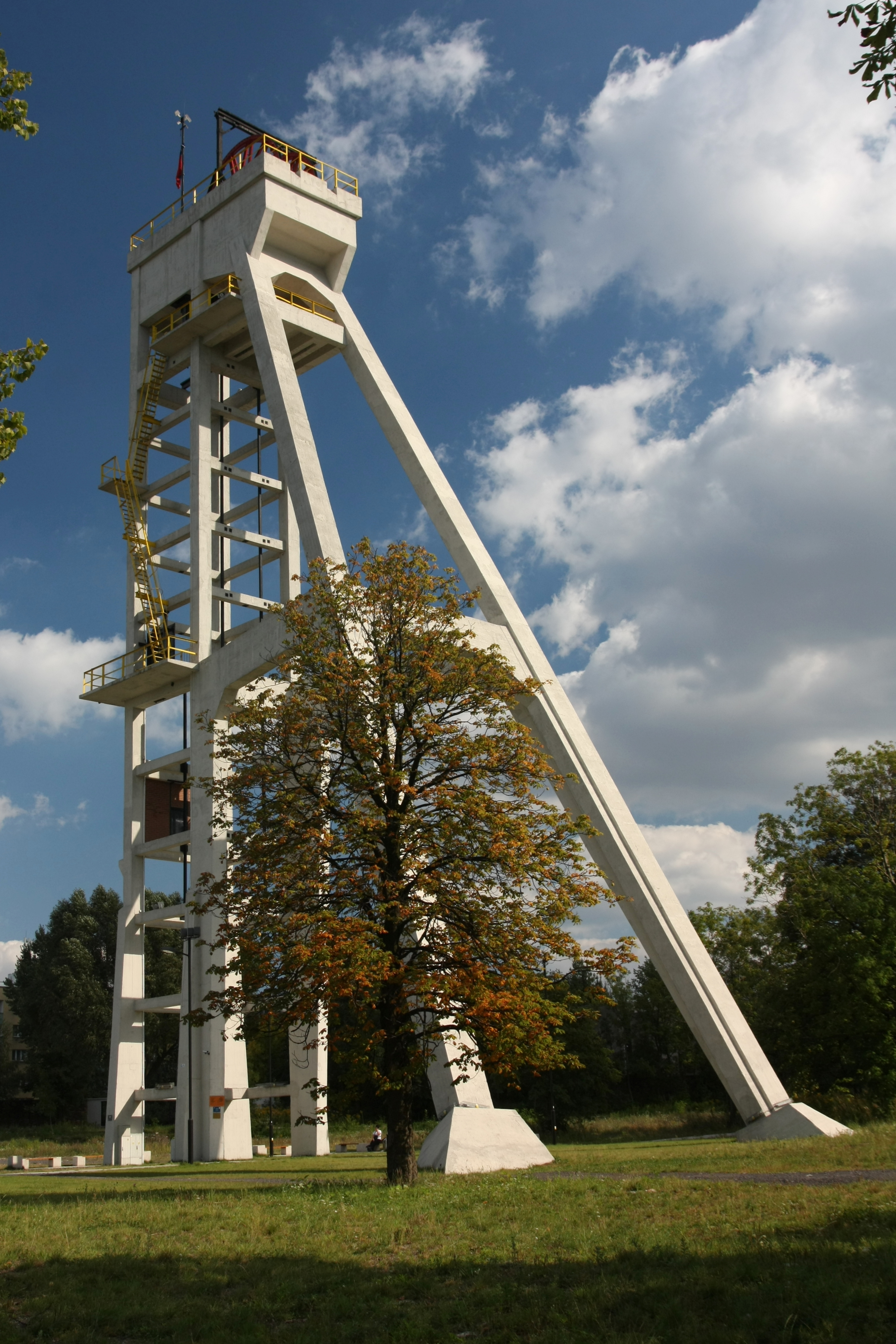
Wieża wyciągowa Szybu Prezydent

- budynek administracyjny Zakładów Chemicznych Hajduki, ul. Stalowa 17[44]
- budynki w zespole rzeźni, ul. Krakusa 3, tj. 2 budynki administracyjne, portiernia[43] i ogrodzenie[44]
- wieża wyciągowa szybu Prezydent[44],
- zespół szybu Elżbieta[44]
- hala elektrowni, w zespole zabudowy Huty Królewskiej, ul. Metalowców[44]
- budynek warsztatów centrali elektrycznej w zespole zabudowy Huty Królewskiej, ul. Metalowców 4[44]

### Pozostałe
- fontanna z rzeźbą Chłopiec z łabędziem na placu Jana Matejki[41] (zob. Chłopiec z łabędziem)
- nagrobki Józefa Kowatza i rodziny Schramek na cmentarzu przy ul. Cmentarnej[41]
- nagrobek Wilhelma i Marii Wagnerów na cmentarzu ewangelickim[41] przy kościele im. Elżbiety
- rzeźby w Parku Śląskim[41], m.in. rzeźba Żyrafy
- schron dowodzenia obszaru warownego „Śląsk”[42]
- zespół XIX-wiecznych bram wraz z fragmentami ogrodzenia ze Świerklańca i metalowe ogrodzenie pochodzące z założenia pałacowo–parkowego w Świerklańcu wraz z bramą wejściową do ZOO[41]
- dawna zajezdnia tramwajowa w Chorzowie-Batorym przy ul. Inwalidzkiej 5[45]; wpis do rejestru zabytków objął budynek administracyjny, budynek warsztatu, budynek wozowni oraz budynek dawnej kuchni[46]

Interesującą historię mają ratusz (daw. Królewskiej Huty) oraz Hali Targowej (ob. palarnia kawy POSTI). Obydwie budowle utraciły wiele ze swojej świetności. Ratusz został przebudowany w latach 20. XX wieku ze względu na małą funkcjonalność (za mało pomieszczeń), w wyniku czego utracił swój niepowtarzalny charakter. Natomiast hala targowa została z niewiadomych przyczyn przebudowana w latach 70. XX wieku, zatracając swoje cechy stylowe.

Przykładowe kamienice Chorzowa:
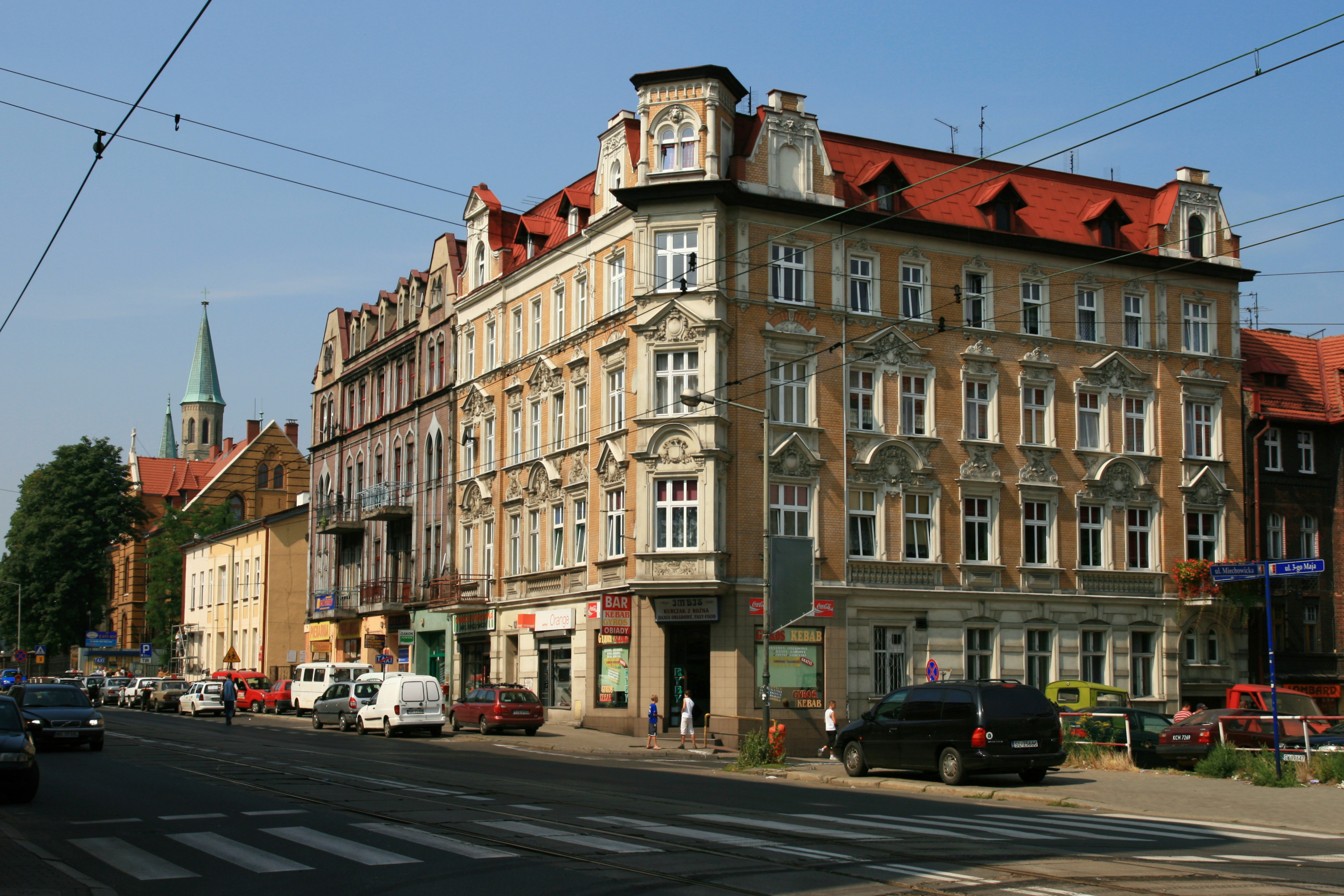
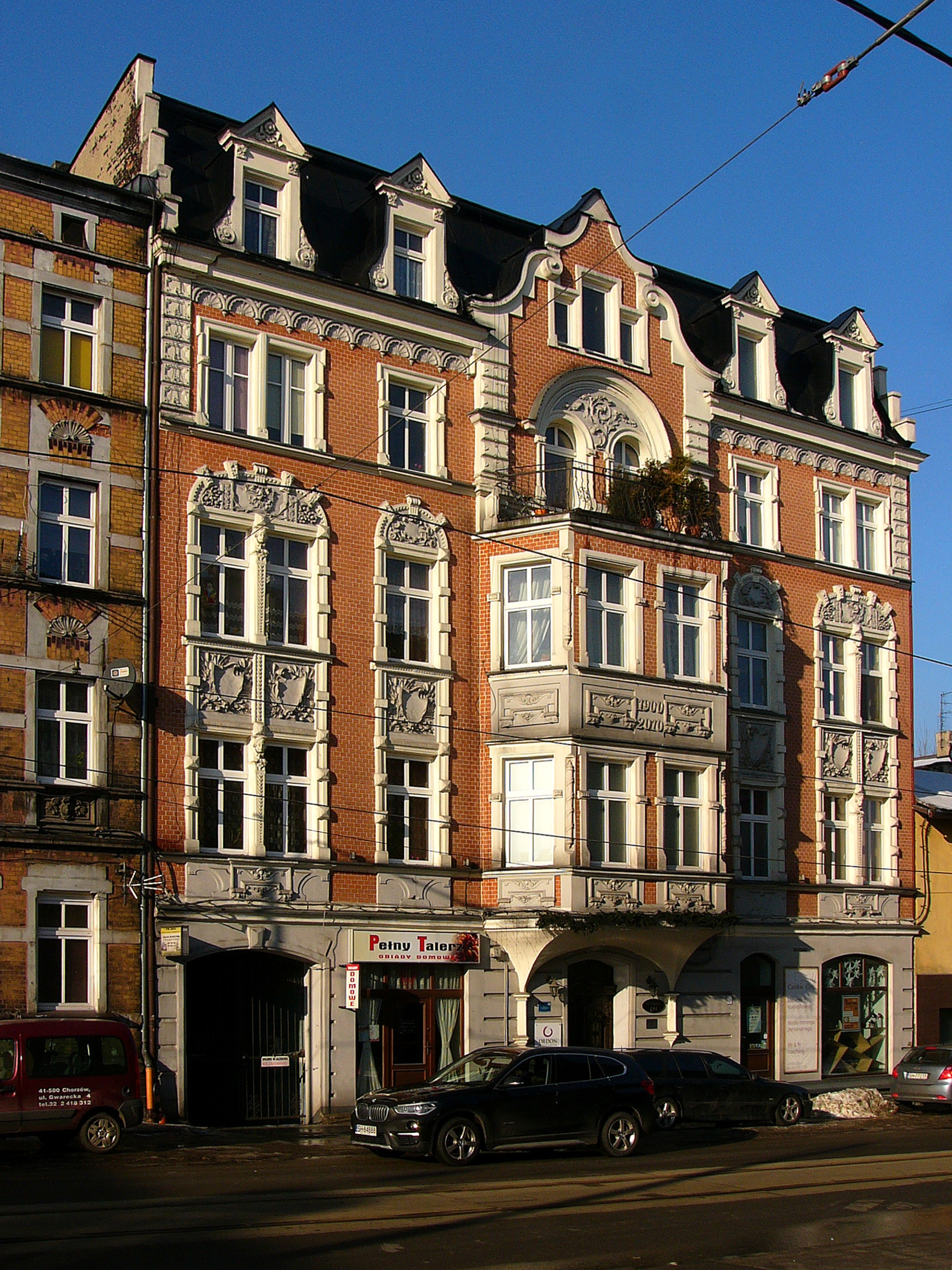
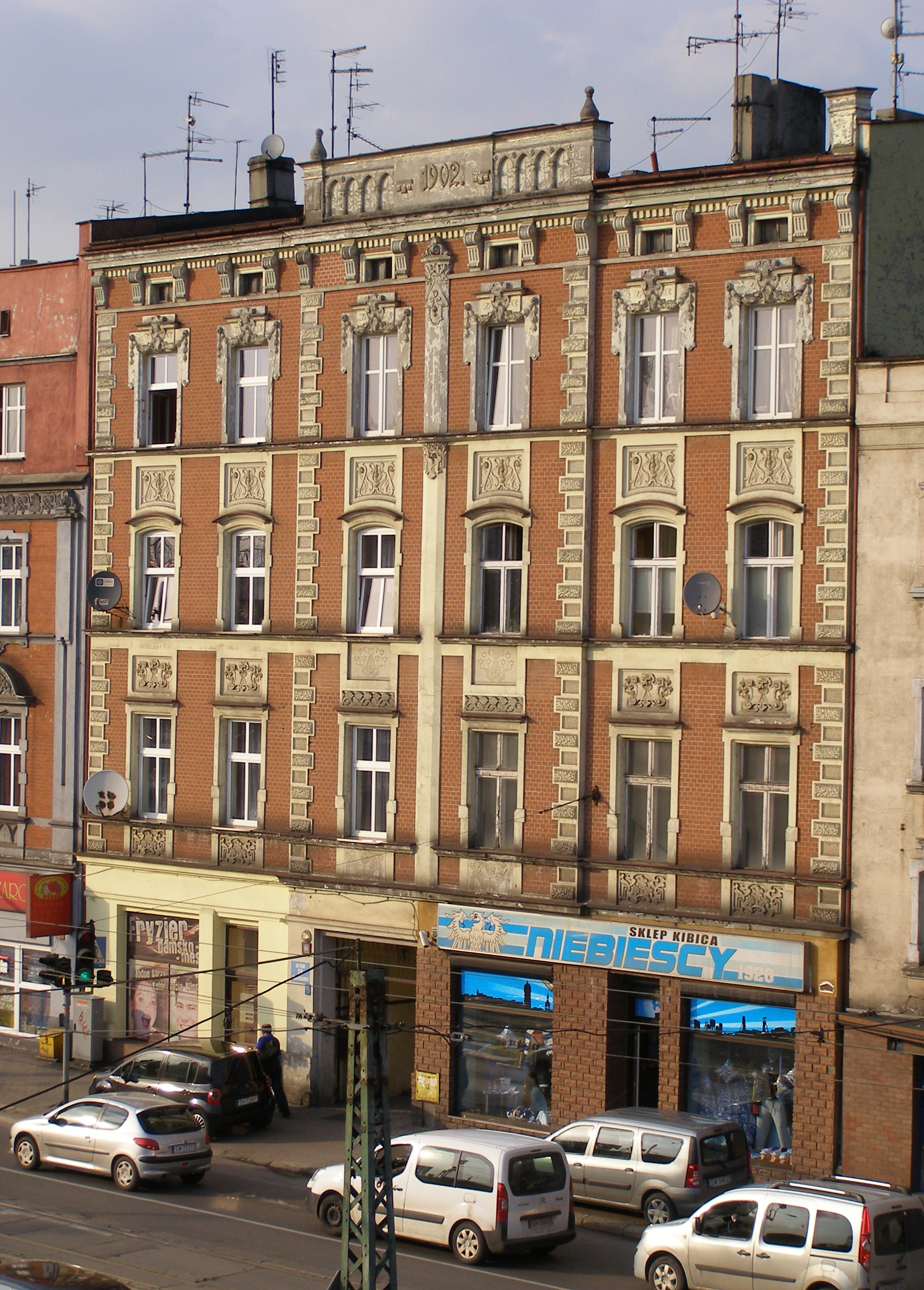
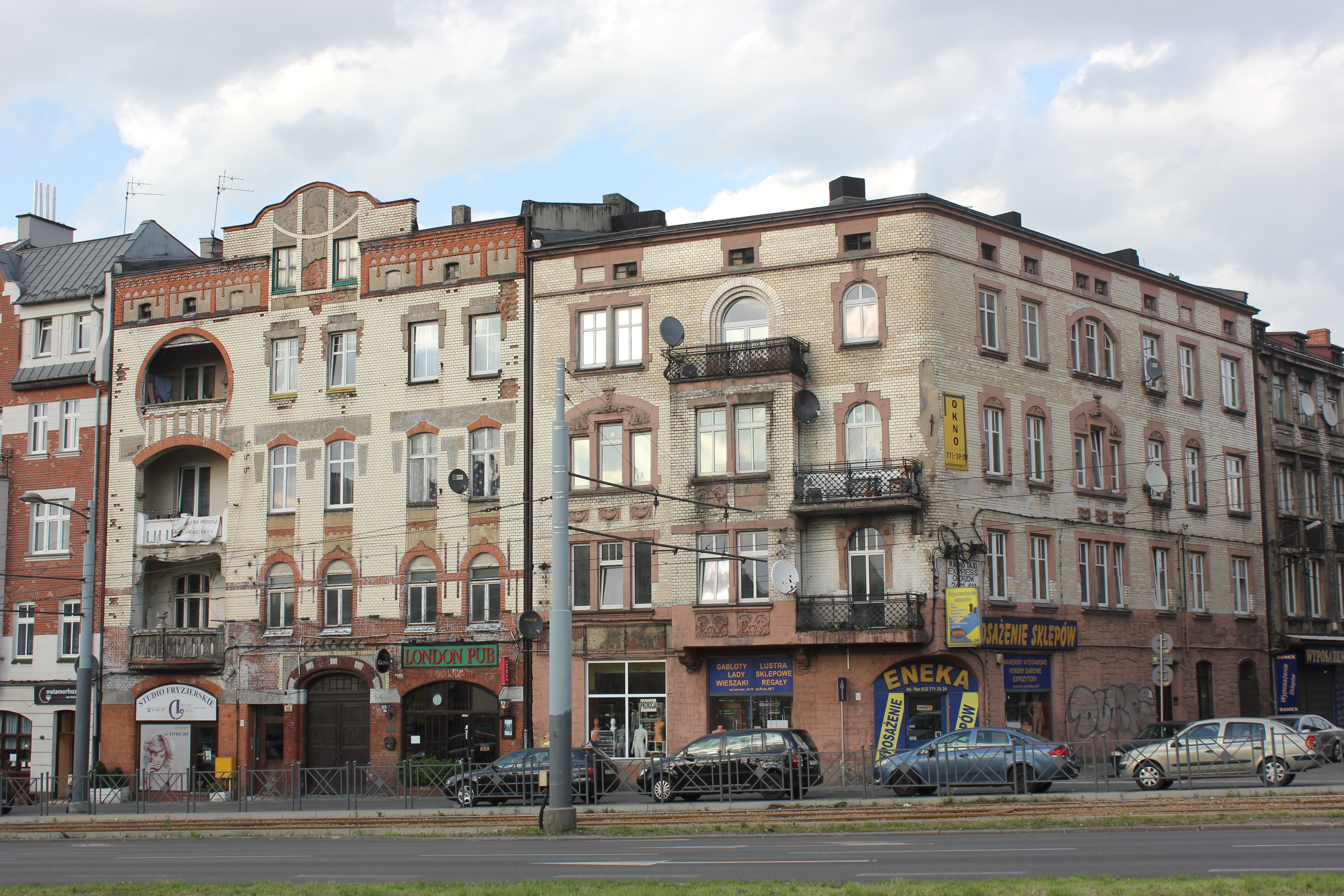
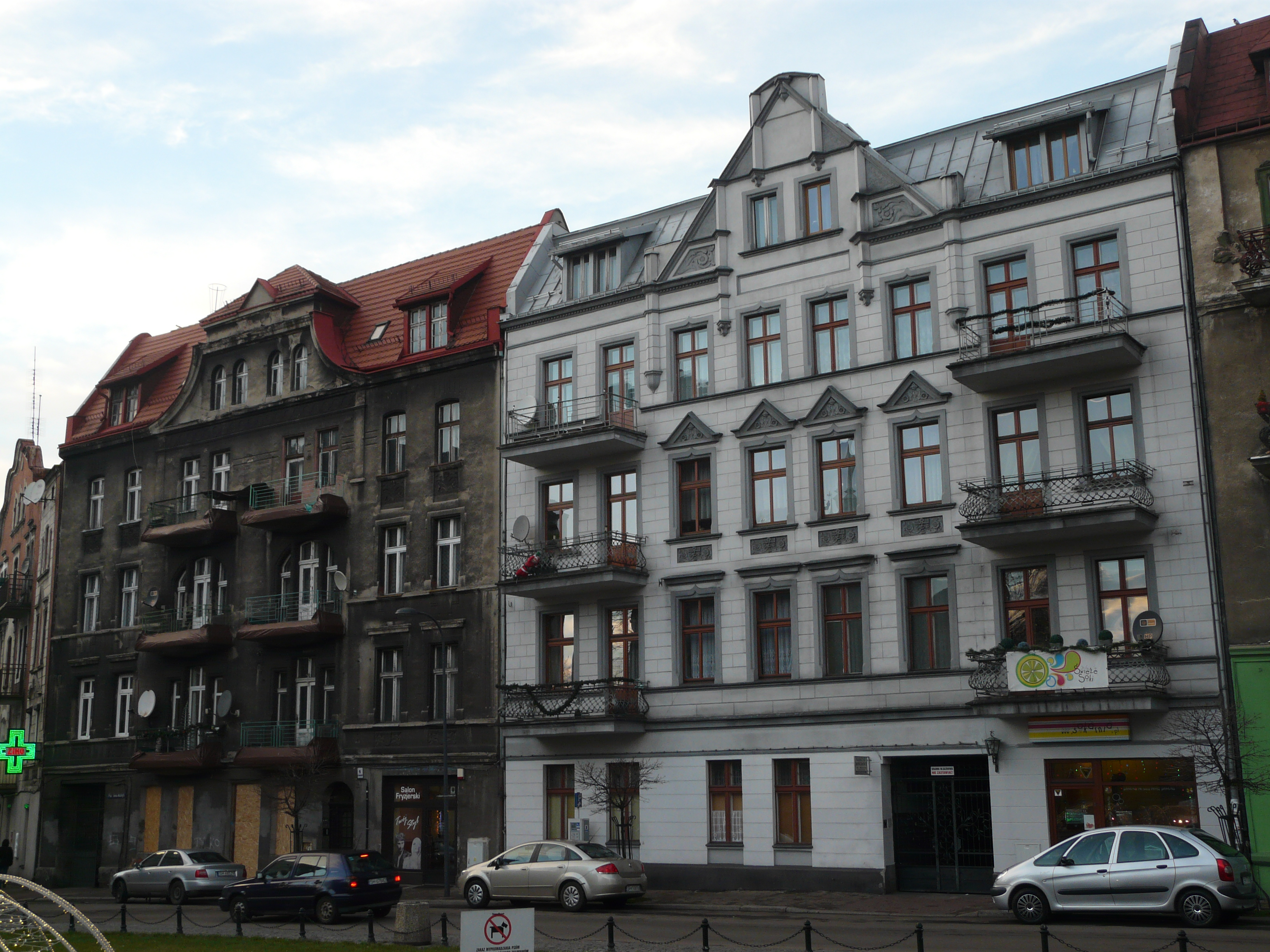
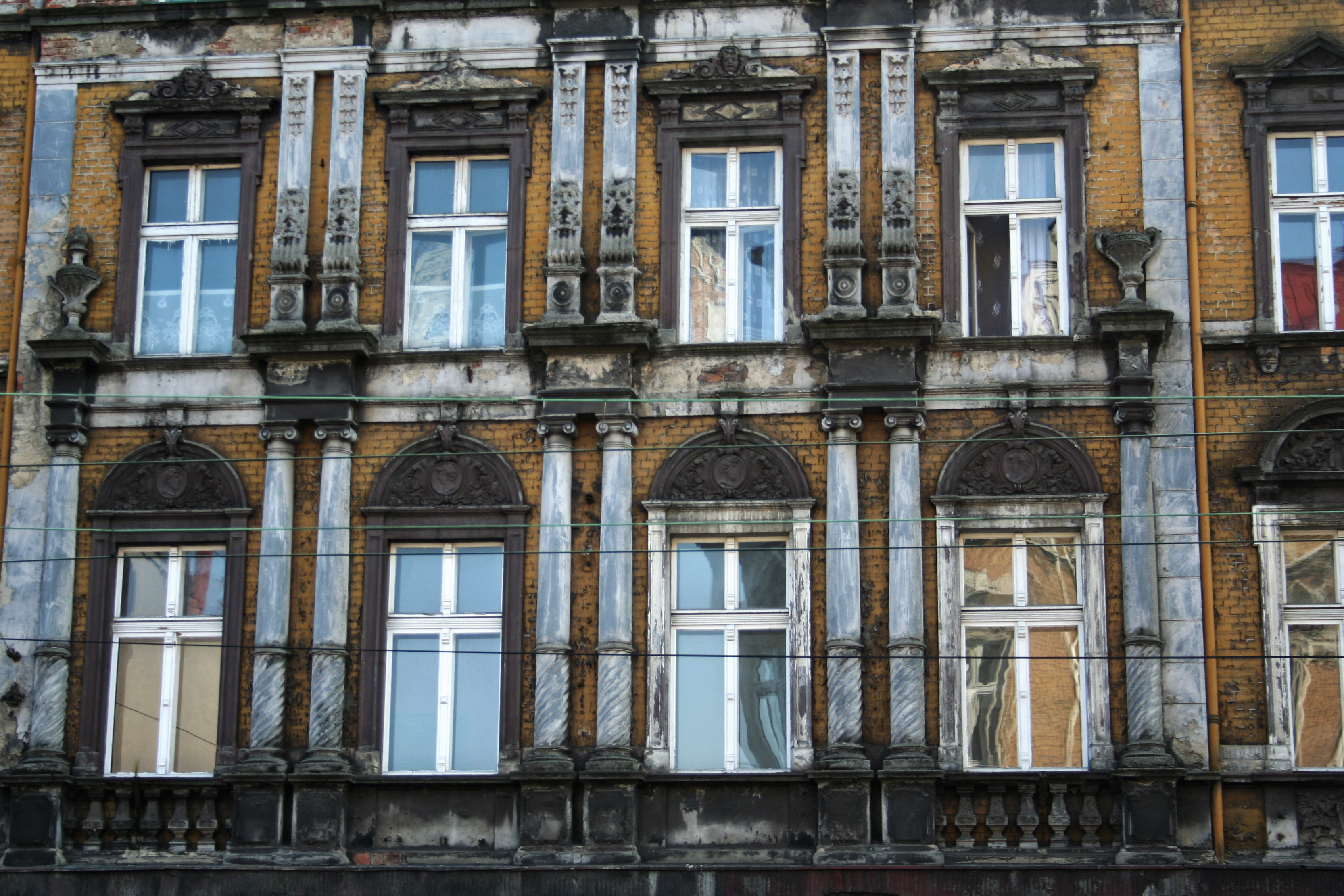
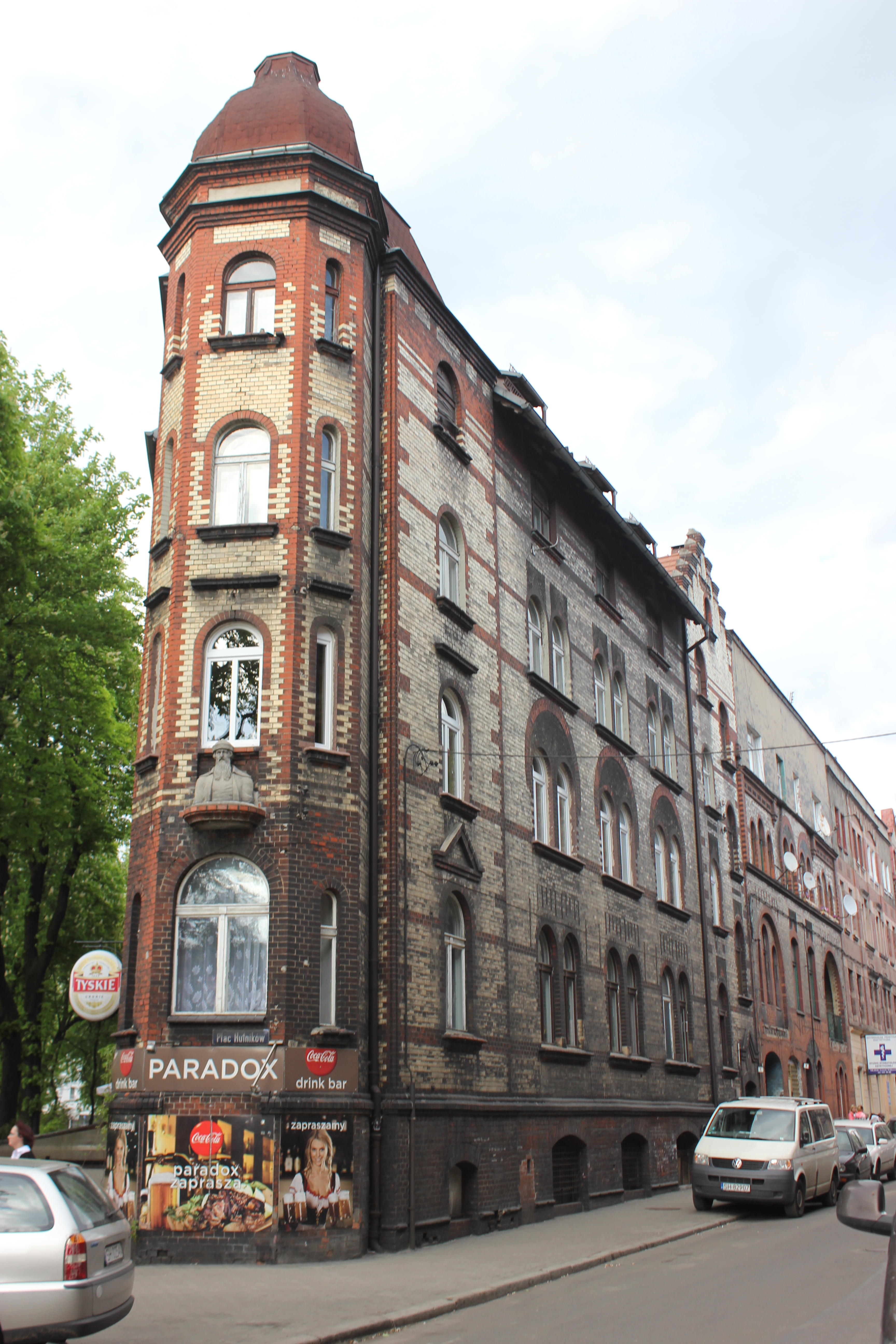

### Przyroda

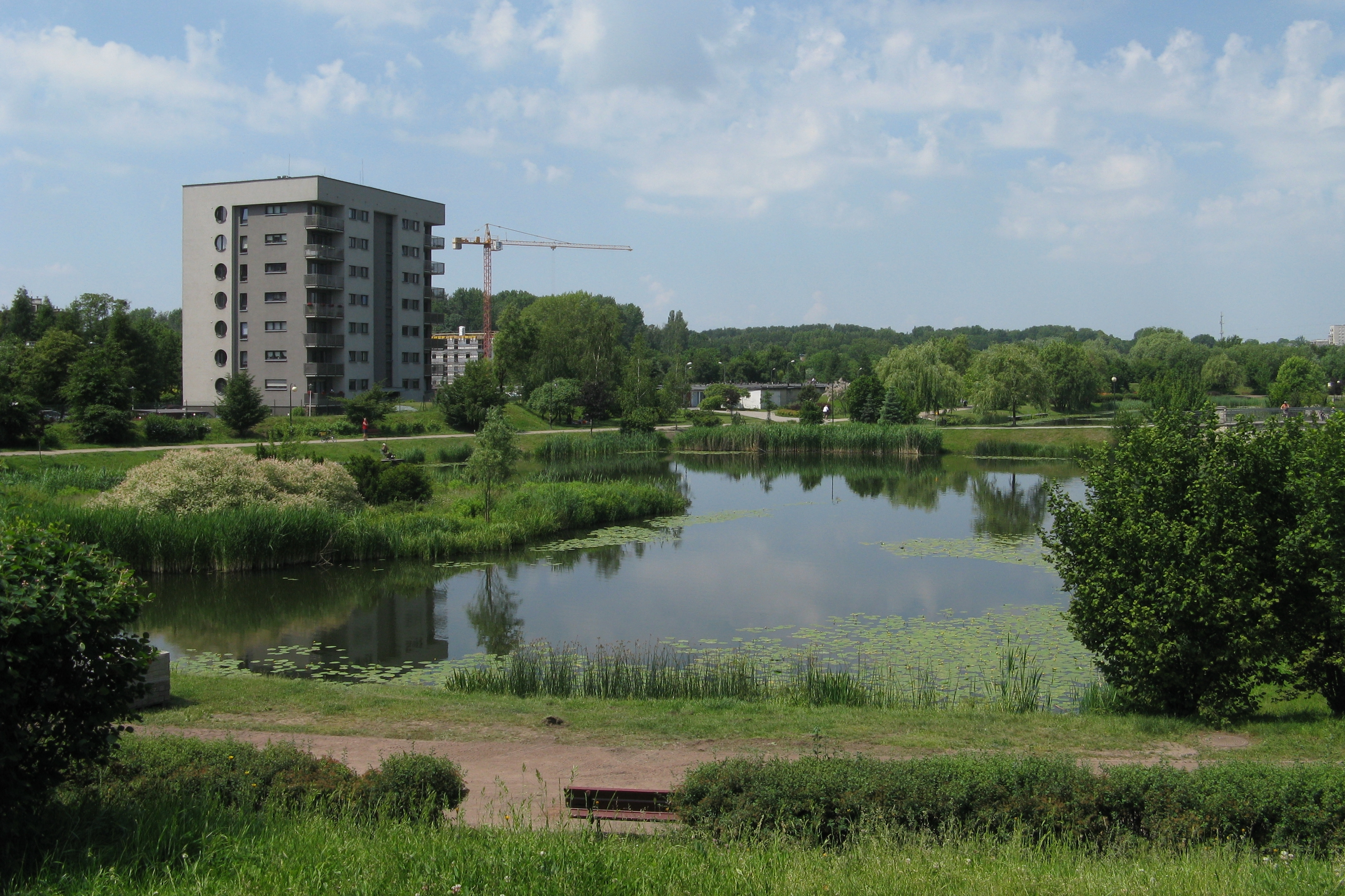
Staw Amelung po rewitalizacji

Chorzów posiada także atrakcje przyrodnicze, oprócz Wojewódzkiego Parku Kultury i Wypoczynku należą do nich:
- Zespół przyrodniczo-krajobrazowy „Uroczysko Buczyna”
- Zespół przyrodniczo-krajobrazowy Żabie Doły na granicy Maciejkowic, bytomskiej dzielnicy Rozbark i Piekar Śląskich
- zespół akwenów Amelung w Chorzowie Drugim.

Chorzów zajmuje 4. miejsce w Polsce pod względem powierzchni parków spacerowo-wypoczynkowych.
| Lp. | Miasto    | ha  |
| --- | --------- | --- |
| 1   | Warszawa  | 946 |
| 2   | Bydgoszcz | 874 |
| 3   | Wrocław   | 789 |
| 4   | Chorzów   | 618 |
| 5   | Łódź      | 608 |
| 6   | Katowice  | 526 |
| 7   | Poznań    | 450 |
| 8   | Kraków    | 358 |
| 9   | Tychy     | 227 |
| 10  | Sosnowiec | 206 |

## Kultura
Instytucje kulturalne:
- Chorzowskie Centrum Kultury
  - Miejska Biblioteka Publiczna
  - MDK Batory
  - Dworzec Kolejowy Centrum
  - MDK przy ul. Lompy
  - Teatr Rozrywki
  - Miejska Galeria Sztuki MM

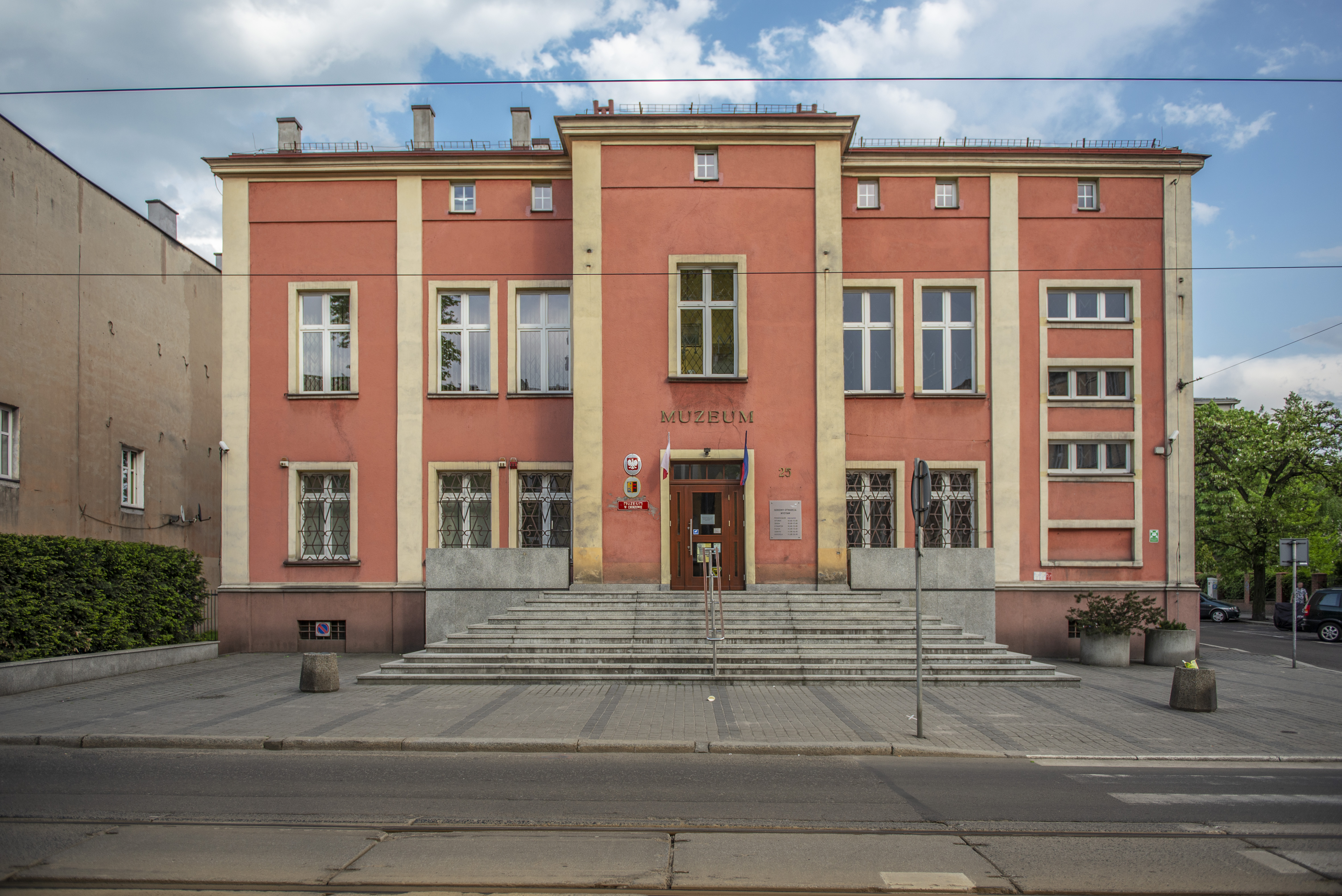
Muzeum w Chorzowie

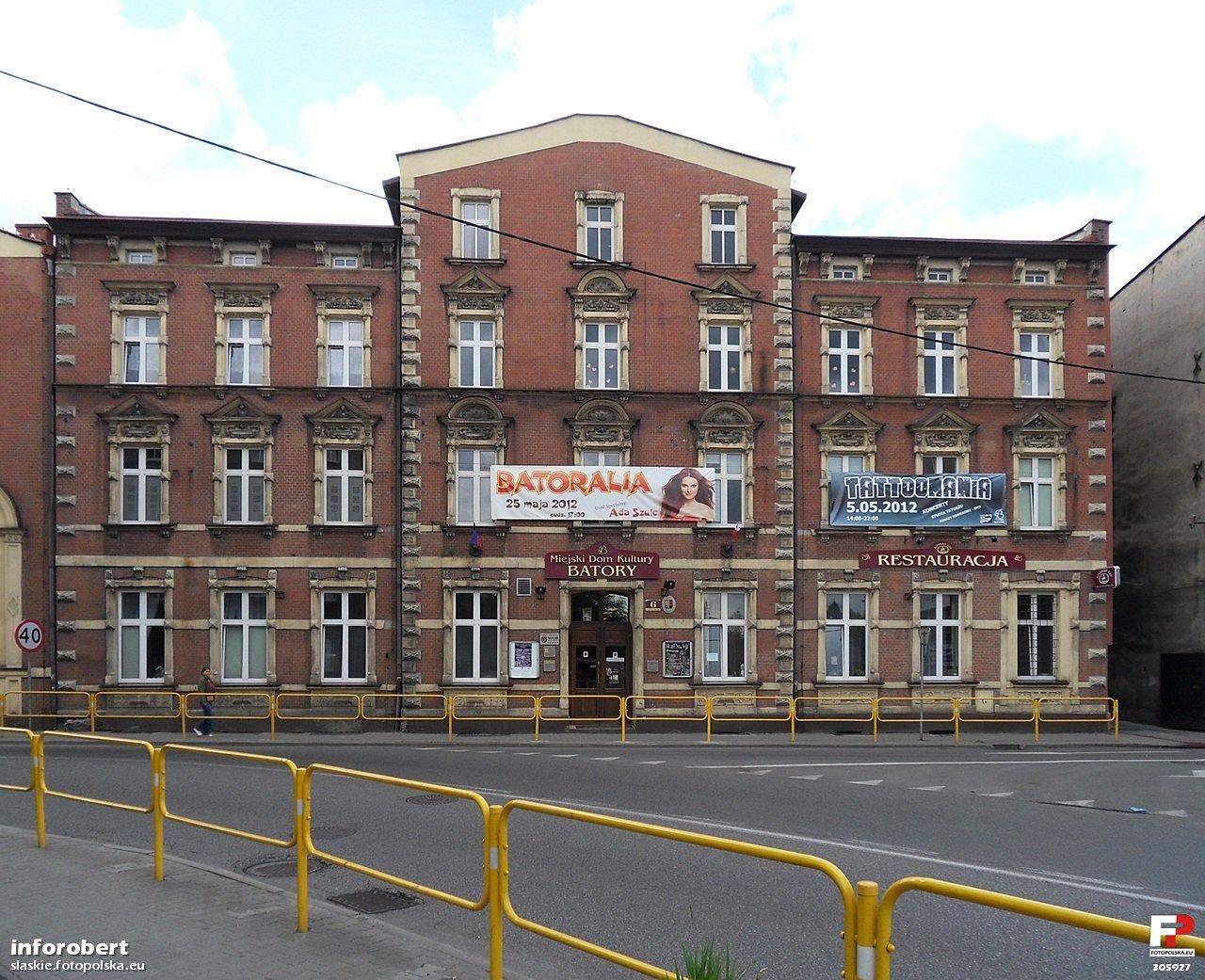
Miejski Dom Kultury Batory

  - Starochorzowski Dom Kultury jest obecnie oddz. ChCK
  - Muzeum Miejskie
  - Muzeum Hutnictwa w Chorzowie (w organizacji)
  - Kompleks „Sztygarka”
  - Lekki Teatr Przenośny[48][49]

### Rozrywka
Lista cyklicznych imprez masowych i kulturalnych odbywających się w Chorzowie:
- Święto Miasta – Obchody święta miasta odbywają się zawsze na początku czerwca, są związane z rocznicą przybycia Bożogrobców do Chorzowa. Cała uroczystość zaczyna się uroczystym korowodem który maszeruje spod kościoła św. Jadwigi na stadion miejski przy ul. Lompy. W korowodzie idą uczniowie chorzowskich szkół, oraz przedstawiciele organizacji młodzieżowych i sekcji sportowych. Następnym punktem programu są występy artystyczne na specjalnie przygotowanej estradzie na stadionie miejskim.
- Festiwal Piwa – odbywa się co roku we wrześniu na polach marsowych w parku kultury.
- Rozdanie nagród Prezydenta Miasta w dziedzinie kultury – odbywa się co roku w październiku w Teatrze Rozrywki.
- Obchody Święta Niepodległości oraz Konstytucji 3 maja – odbywają się zawsze 11 listopada i 3 maja. Rozpoczyna je uroczysta msza św. w kościele św. Barbary, po czym zebrani maszerują pod pomnik Powstańca Śląskiego, gdzie składane są kwiaty. W uroczystościach biorą udział władze miasta, chorzowskie szkoły, oraz przedstawiciele organizacji młodzieżowych i społecznych.
- Śląskie Gody – regionalna impreza folklorystyczna
- Chorzowska Biesiada Rocznicowa – coroczna biesiada organizowana przez Miejski Ośrodek Rekreacji i Sportu.
- Bluestracje – festiwal bluesowy organizowany przez MDK Batory
- If summer ends festival – festiwal muzyki alternatywnej organizowany przez MDK Batory
- Chorzowski Teatr Ogrodowy – organizowany w sierpniu przegląd teatralny na terenach dawnej kopalni Prezydent, w Magazynie Ciekłego Powietrza chorzowskiego ośrodka Sztygarka[50].
- Port Poetycki – impreza kulturalna zrzeszająca w swoim kręgu poetów, muzyków i artystów plasyków, odbywająca się w czerwcu, na terenach dawnej kopalni Prezydent, w Magazynie Ciekłego Powietrza chorzowskiego ośrodka Sztygarka[51].
- Festiwal Muzyczny im. Ryśka Riedla Ku Przestrodze – festiwal muzyczny odbywający się od 1999 r. Organizowany przez Adama Antosiewicza. Od 2009 do 2014 roku festiwal odbywał się na terenie Pól Marsowych w Parku Śląskim[52].
- Chorzowski Jarmark Bożonarodzeniowy – coroczny jarmark bożonarodzeniowy[53].

### Prasa lokalna
- „Chorzowianin” – tygodnik mieszkańców miasta
- chorzowski.pl - serwis internetowy związany z magazynem ŚLĄZAG
- MojChorzow.pl – portal internetowy o mieście[54]

## Sport

### Okres przed I wojną światową

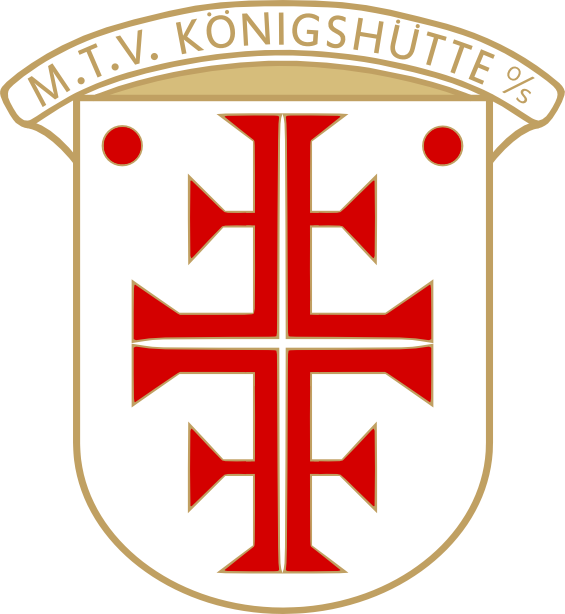
Herb klubu MTV Königshütte.

Najstarsza wzmianka pojawia się 10 lipca 1862 r. jako data założenia pierwszego klubu gimnastycznego zwanego później Männerturnverein Königshütte – MTV 1862 (Męski Klub Gimnastyczny 1862). Współzałożycielem klubu był mistrz maszyn hutniczych niejaki Angele, a pierwszym prezesem został mistrz cieślarski Carlitzek. Początkowo klub korzystał z sali hotelu Wandel przy ul. Katowickiej aby 13 lipca 1895 r. przenieść się do własnego, nowo wybudowanego ośrodka przy (dzisiejszej) ul. Parkowej, który prócz kompleksu halowego posiadał jeszcze stadion piłkarsko-lekkoatletyczny.
22 sierpnia 1875 r. odbyły się w Królewskiej Hucie pierwsze górnośląskie pokazy gimnastyczne (Gauturnfest), w których uczestniczyło ponad 200 zawodników. W zarządzie klubu zasiadali wtedy fabrykant Paul Sonsalla i skarbnik Czajor.
W 1891 r. nauczyciel Alker rozpoczął w szkole nr VII, położonej w dzielnicy robotniczej codzienne ćwiczenia ze swoimi uczniami.
Z biegiem czasu coraz więcej nauczycieli i szkół wprowadzało ćwiczenia, gimnastykę i gry w szkołach w czasie i po zajęciach.
Pierwszy burmistrz Królewskiej Huty, Stolle i kuratorium popierali rozwój sportu zarówno ideowo, jak i finansowo.
Tak burzliwy rozwój sportu doprowadził w 1901 r. do utworzenia pierwszego klubu, który nazwano Spielvereinigung 1901 Königshütte z „sekcjami”: faustball, tamburello (kobiety), korbball i turystyką wędrowną. Klubem kierował nauczyciel Pompa. Przed 1912 r. doszła sekcja piłki nożnej, która jednak nie miała własnego boiska i dlatego klub połączył się w 1923 r. z SC 08 Königshütte i przyjął nazwę Zjednoczeni Przyjaciele Sportu.
SC 08 Königshütte został założony w 1908 r. przez braci Opitz z Królewskiej Huty oraz piłkarzy Kleinera i Borna z Katowic. Klub ten wstąpił bezpośrednio po swoim założeniu do Południowo-Wschodniego Niemieckiego Związku Piłki Nożnej.
Innym, zasłużonym królewskohuckim klubem jest założony w 1910 r. VfR Königshütte, późniejszy AKS.
W tym okresie drużyny piłkarskie nie odnosiły większych sukcesów; górnośląscy konkurenci, głównie ci z Katowic byli zbyt silni.

### I wojna światowa
W tym okresie rozgrywki sportowe były bardzo ograniczone ze względu na działania wojenne.

### Okres międzywojenny

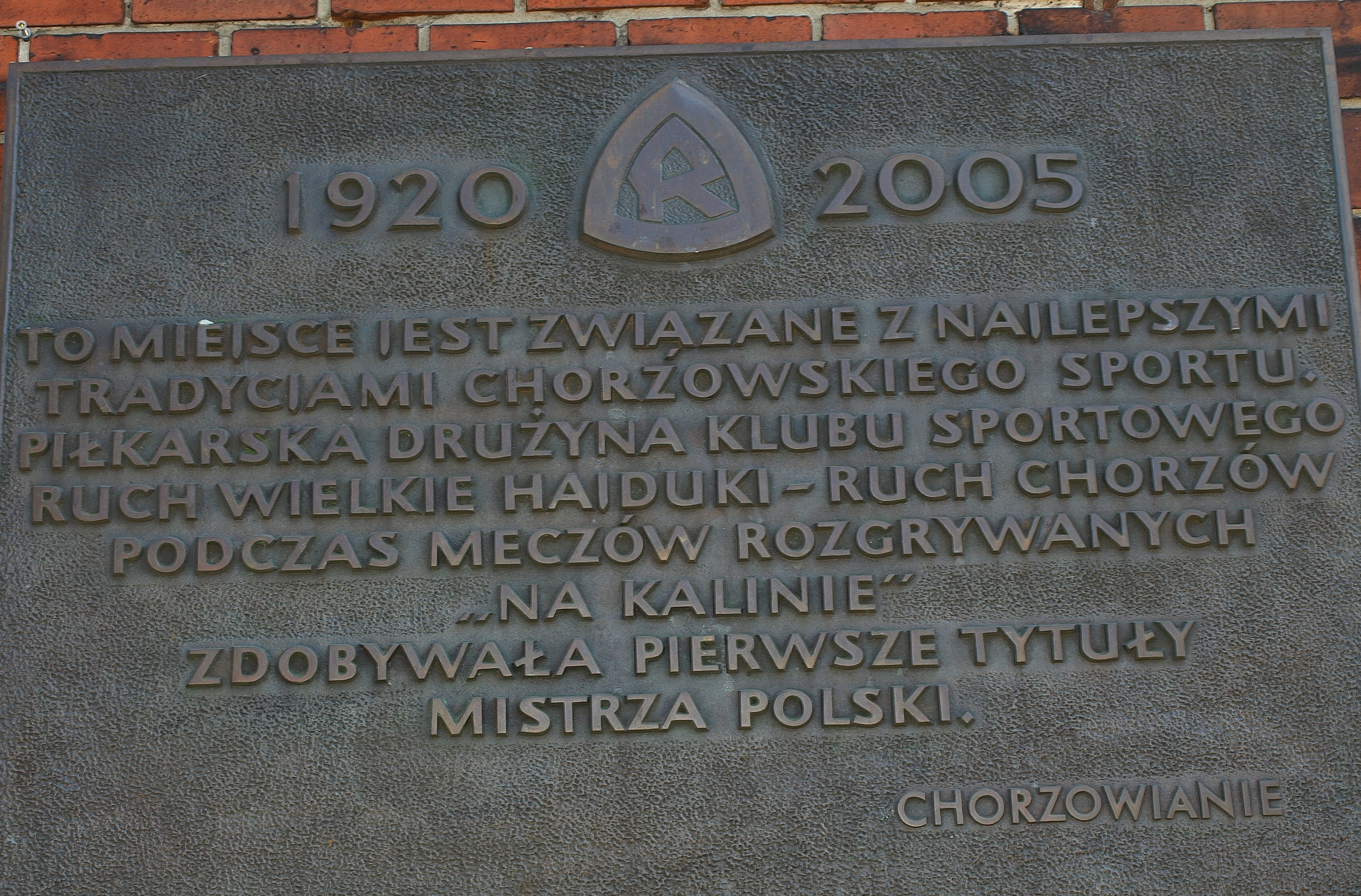
Tablica pamiątkowa w miejscu pierwszych treningów piłkarzy Ruchu Chorzów w 1920

Przed i po włączeniu wschodniej części Górnego Śląska łącznie z miastem Królewska Huta w 1922 do Polski miejscowe kluby początkowo kontynuowały swoją działalność uczestnicząc dalej w rozgrywkach niemieckich. 7 sierpnia 1922 r. w Katowicach założony został niemiecki Wojewódzki Związek Piłki Nożnej (Wojewodschaft Fußballverband). Do 143 członków założycieli należeli m.in. królewskohuckie Verein für Rasenspiele (VfR) i Spielvereinigung 01 oraz Bismarckhütter Ballspiel Club Hajduki Wielkie.
W późniejszym okresie niemieckie kluby, często o dużych tradycjach i osiągnięciach zostały zmuszone do samorozwiązania, łączenia się lub były wchłaniane przez polskie kluby albo wstępowania do polskiego związku na dyskryminujących, polonizujących warunkach takich jak zmiana tradycyjnej niemieckiej nazwy, usunięcie niemiecko-śląskiego zarządu itp. aby mogły dołączyć do polskich rozgrywek.
W ten sposób VfR przemianowano na Amatorski Klub Sportowy (AKS), Spielvereinigung 1901 na Zjednoczeni Przyjaciele Sportu, a Bismarckhütter Ballspiel Club (BBC) połączył się7 stycznia 1923 z Ruchem Chorzów przyjmując nazwę Ruch BBC Hajduki Wielkie.
Równocześnie powstawały niemieckie kluby sportowe wywodzące się z ruchu katolickiej młodzieży niemieckiej zwane Jugendkraft oraz nowe polskie takie jak KS Śląsk, KS Kresy, KS Polonia czy klub wojska polskiego, 75 Pułk Piechoty (75 pp).

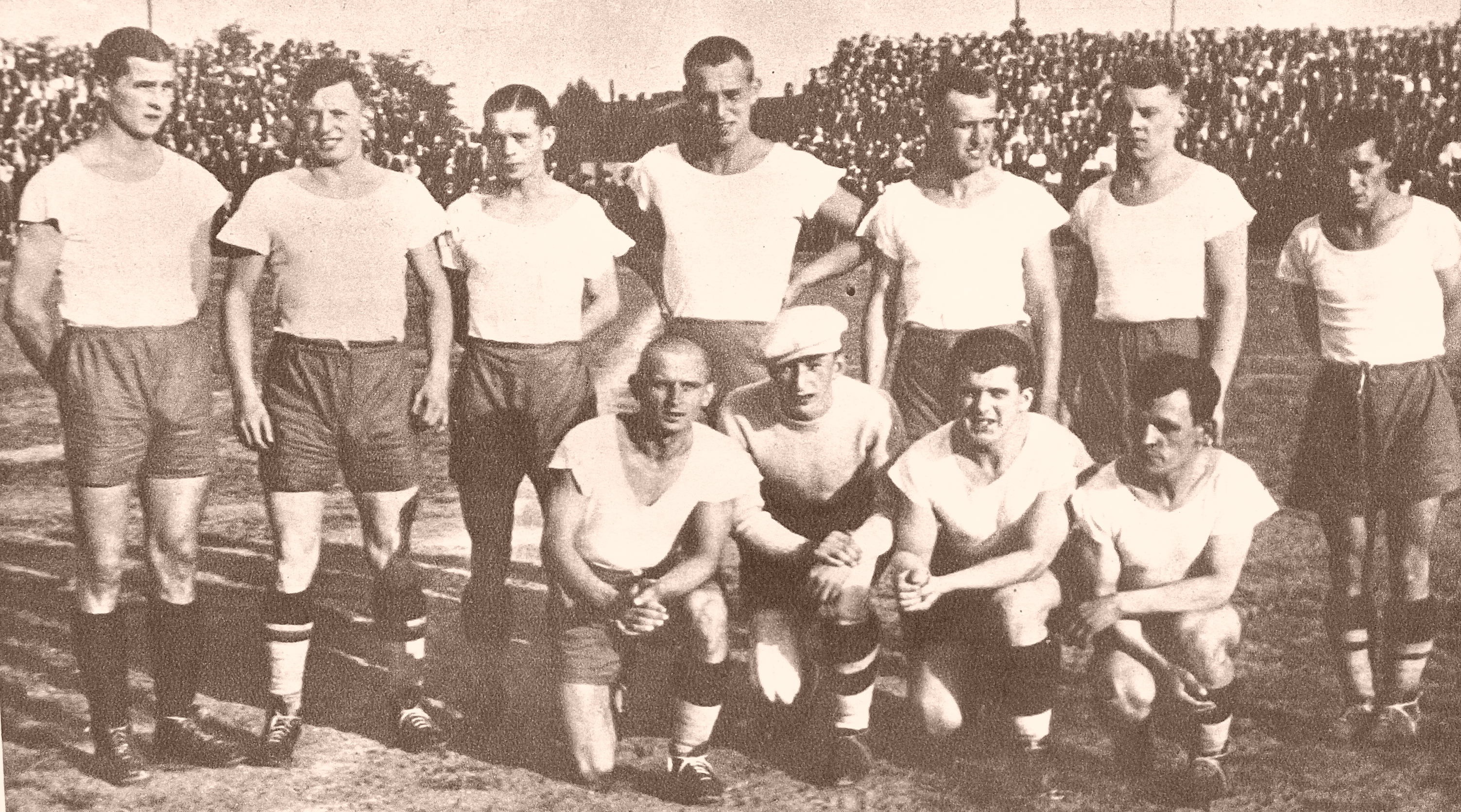
Mistrzowski zespół Ruchu Chorzów z 1938

W latach 1926–1927 został zbudowany na Górze Redena nowy stadion (miejski), którego uroczyste otwarcie nastąpiło 2 października 1927 r. w obecności polskiego prezydenta Ignacego Mościckiego.
W skład stadionu wchodziły: boisko do piłki nożnej z bieżnią (400m x 6m) i trybuną (8000–10 000 miejsc), małe boisko (70m x 50m), budynek klubowy, plaża, WC, hala pływacka, dwa baseny (50 × 30 m i 40 × 30 m) z trampoliną, korty tenisowe, boisko do krykieta, plac do musztry oraz natryski i szatnie.
6 stycznia 1928 r. został założony w Królewskiej Hucie nowy wielosekcyjny klub pod nazwą KS Stadion z następującymi sekcjami: piłką nożną, lekkoatletyką, pływacką i tenisa ziemnego.
Istniał też jedyny niemiecki klub tenisowy – Lawn-Tennis-Club (LTC) we wschodniej części Górnego Śląska.
Z Chorzowa pochodzi też czterokrotna mistrzyni Polski w jeździe figurowej na łyżwach Erna Scheibert, trenująca głównie w Katowicach, mistrzyni Polski w jeździe solowej w latach 1936, 1937, 1938 i 1939.

### Stan dzisiejszy
Głównie ze względu na Stadion Śląski (stan na 2009) – największy stadion w Polsce, oficjalnie nazwany stadionem narodowym, na którym odbywają się mecze reprezentacji narodowej czy koncerty sławnych grup muzycznych. Kolejnym ośrodkiem sportowym promującym Chorzów jest drużyna Ruchu Chorzów, która przez długie lata utrzymywała się w czołówce klubów piłkarskich w kraju, jeden z najbardziej zasłużonych klubów w historii polskiego futbolu.

### Kluby sportowe
- AKS Chorzów – klub wielosekcyjny, najstarszy z istniejących klubów, główne sukcesy odnosił w piłce nożnej (mężczyzn), piłce ręcznej (kobiet i mężczyzn), lekkoatletyce i tenisie ziemnym. Już nie istnieje, a na bazie tego klubu wyodrębniły się 2 kluby: AKS Wyzwolenie Chorzów (piłka nożna) oraz Towarzystwo Sportowe AKS Chorzów (lekka atletyka, piłka nożna, zapasy).
- Chorzowianka Chorzów – połączona z AKS w 1995 r.[62]
- Chorzowski Klub Kyokushin Karate
- Chorzowskie Centrum Sztuk i Sportów Walki
- Chorzowskie Towarzystwo Górskie „Koliba” – jedyna w mieście ściana wspinaczkowa
- Chorzowskie Towarzystwo Tenisowe
- Chorzowskie Towarzystwo Szachowe
- Clearex Chorzów – męski klub piłki 5-osobowej (futsal), Puchar Polski 2004, 2. miejsce w I lidze w sezonie 2003/2004
- Irex Gaz Chorzów Futsal – I-ligowy klub futsalowy
- DOSiR „Sokolnia” sportowa, gimnastyka sportowa i szermierka- akrobatyka
- KPR „Ruch” Chorzów – piłka ręczna kobiet

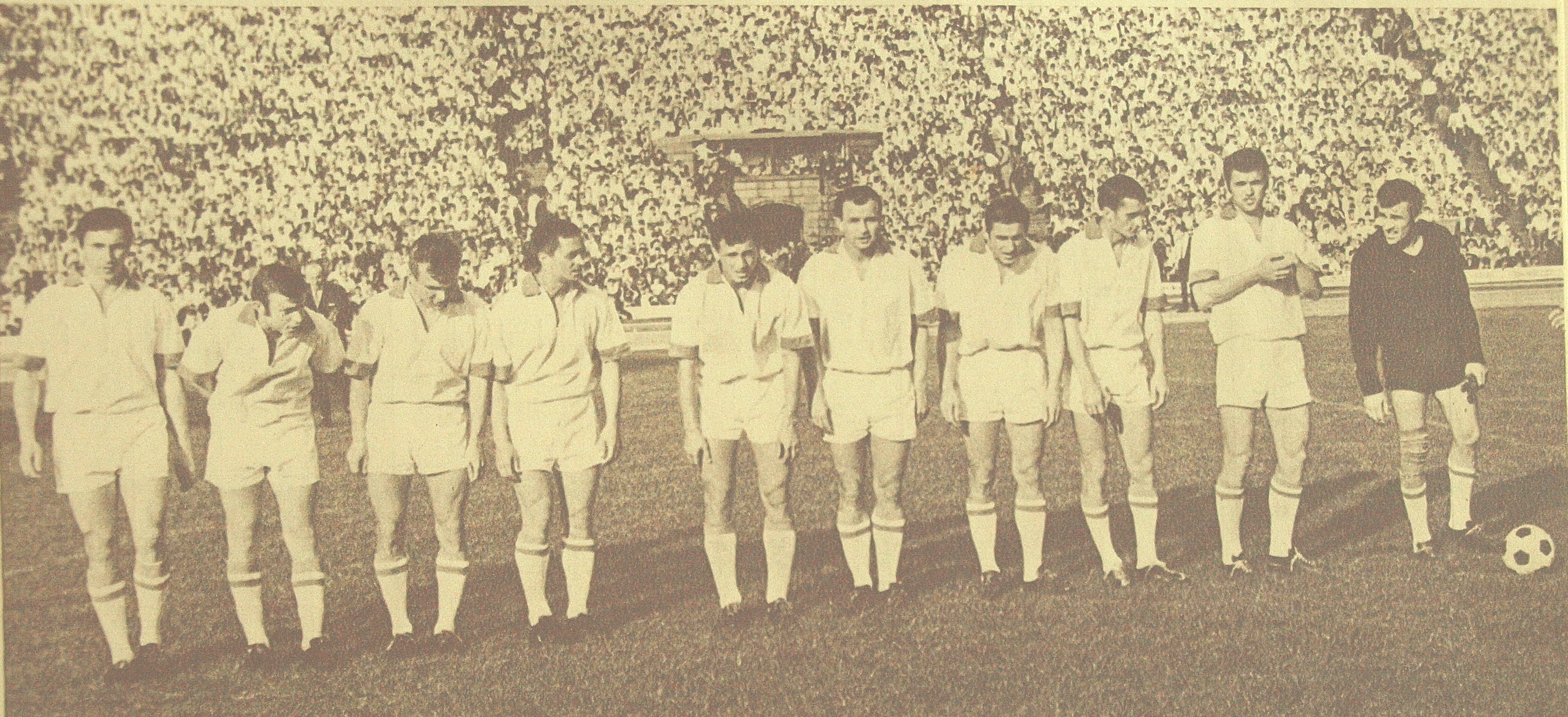
Mistrzowski zespół Ruchu Chorzów z 1968

- KS Ruch Chorzów – Data założenia: 20 kwietnia 1920 – klub wielosekcyjny, głównie sukcesy odnosiły sekcje: piłki nożnej (czternastokrotny mistrz Polski, zdobywca Pucharu Polski w latach: 1951, 1974, 1996); żeńskiej piłki ręcznej (dziewięciokrotne mistrzynie Polski) i kolarstwa szosowego. Ruch Chorzów Spółka Akcyjna Klub Sportowy Ruch w Chorzowie – data założenia spółki (SSA/SA): 27 grudnia 2004
- KS Królewscy Chorzów – koszykówka
- KS „Stadion Śląski” Chorzów – szkółka piłkarska dla młodzieży działająca przy Stadionie Śląskim, założona w 1962 r.,
- KSP „Stal” Chorzów – klub sportowy pétanque
- MKS „Zantka” (piłka nożna) – szkółka piłkarska dla młodzieży
- MKS „Zryw” Chorzów – młodzieżowy klub piłki ręcznej chłopców
- Narciarski Klub Sportowy „Dynamit” Chorzów
- Parafialny Klub Sportowy „Józefka” – piłka nożna
- Starochorzowskie Centrum Sportu „Sokół” (dawny KS „Azoty”) – siatkówka kobiet, klub grający w I lidze polskiej piłki siatkowej kobiet obecnie Silesia Volley wspólnie z Mysłowicami
- UKS „Alba” Chorzów – męski klub koszykówki grający w II lidze

### Żużel
Na Stadionie Śląskim czterokrotnie odbyły się finały Indywidualnych Mistrzostw Świata (w 1973 wygrał Jerzy Szczakiel). W latach 2002–2003 odbyły się tutaj dwie rundy Grand Prix Europy.

### Infrastruktura sportowa
Obiekty sportowe w Chorzowie:
- bulodrom w Parku Śląskim
- Stadion Śląski
- Stadion KS Ruch Chorzów

Stadion Śląski

- Miejski Ośrodek Rekreacji i Sportu, MORiS
- Hala MORiS – nowoczesna hala sportowa
- Kompleks Sportowy Hajduki – w jego skład wchodzą hala sportowa, oraz basen.
- Miejski Zakład Kąpielowy
- Stadion Miejski przy ul. Lompy

## Polityka

### Partie i ugrupowania
Od początku lat 90. ważne miejsce na scenie politycznej zajmuje lokalne Stowarzyszenie „Wspólnie dla Chorzowa”. W wyborach samorządowych 1998 r. stowarzyszenie uzyskało 28 z 45 mandatów. W 2002 r. wybory odbyły się po raz pierwszy według nowych
zasad. Liczbę radnych zmniejszono do 25, a prezydenta miasta, wyłanianego wcześniej ze składu Rady Miasta, wybrano w wyborach bezpośrednich. Wybory prezydenckie wygrał Marek Kopel, Koalicja „Wspólny Chorzów” uzyskała 14 z 25 mandatów. W 2006 r. „Wspólny Chorzów” uzyskał 13 mandatów. W wyborach 2010 KWW Koalicję „Wspólny Chorzów” współtworzyły stowarzyszenia i organizacje: Stowarzyszenie Wspólnie dla Chorzowa, Koła Związku Górnośląskiego – Wielkie Hajduki, Klimzowiec, Królewska Huta, Pnioki, Chorzów Stary i św. Florian oraz Towarzystwo Ochrony Praw i Godności Dziecka „Wyspa”. Zdobyli 14 z 25 mandatów.
| Ugrupowanie                              | 2002-2006 | 2006-2010 | 2010-2014 | 2014-2018                 | 2018-2023                 |
| ---------------------------------------- | --------- | --------- | --------- | ------------------------- | ------------------------- |
| Sojusz Lewicy Demokratycznej             | 5         | 2 (LiD)   | 1         | –                         | –                         |
| SOS Chorzów Społeczna Odnowa Samorządowa | 2         | –         | –         | –                         | –                         |
| Platforma Prawa i Samorządności          | 4         | –         | –         | –                         | –                         |
| Koalicja Wspólny Chorzów                 | 14        | 13        | 14        | 8 (Wspólnie dla Chorzowa) | –                         |
| Prawo i Sprawiedliwość                   | –         | 4         | 3         | 4                         | 7                         |
| Platforma Obywatelska                    | –         | 6         | 7         | 11                        | 18 (Koalicja Obywatelska) |
| Ruch Autonomii Śląska                    | –         | –         | –         | 2                         | –                         |

W Wyborach samorządowych w 2018 r. najwięcej głosów otrzymał Koalicyjny Komitet Wyborczy Platforma.Nowoczesna Koalicja Obywatelska (19 598, tj. 51,81%). Na drugim miejscu uplasowało się Prawo i Sprawiedliwość, które otrzymało 8487 głosów, zyskując 22,44% poparcia. Tylko te 2 ugrupowania weszły w skład Rady Miasta.

### Samorząd
Chorzów jest miastem na prawach powiatu. Mieszkańcy wybierają do Rady Miasta Chorzów 25 radnych. Organem wykonawczym samorządu jest prezydent miasta, którym obecnie jest Szymon Michałek.
Miasto jest członkiem Górnośląskiego Związku Metropolitalnego, Śląskiego Związku Gmin i Powiatów i Związku Miast Polskich.

### Miasta partnerskie
Lista miast partnerskich Chorzowa:
| Miasto   | Kraj    | Data rozpoczęcia współpracy |
| -------- | ------- | --------------------------- |
| Ózd      | Węgry   | od 1995                     |
| Zlín     | Czechy  | od 1996                     |
| Termoli  | Włochy  | od 1998                     |
| Creil    | Francja | od 2001                     |
| Iserlohn | Niemcy  | od 2004                     |
| Tarnopol | Ukraina | od 2009                     |

## Wspólnoty religijne

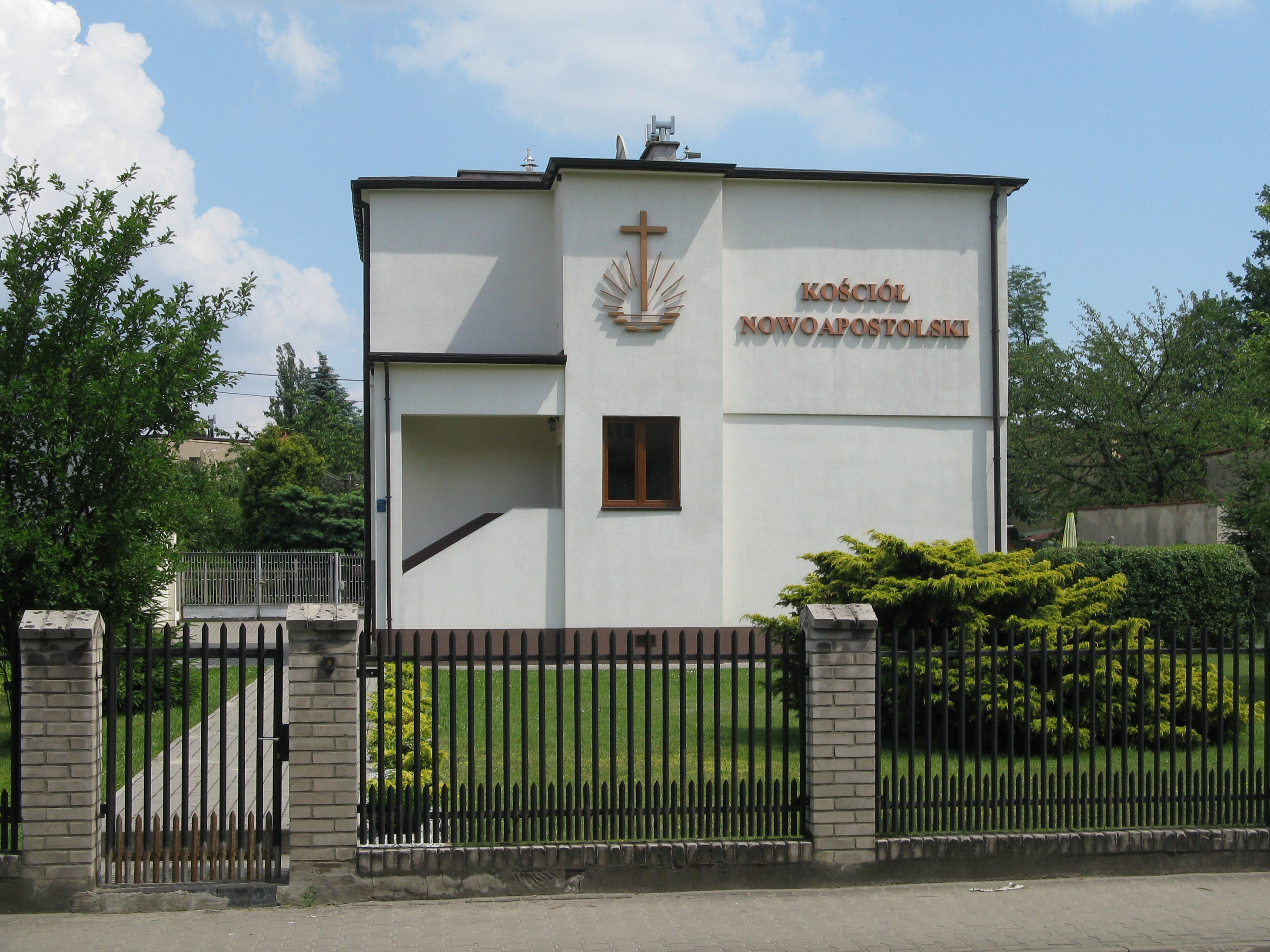
Kościół Nowoapostolski w Chorzowie

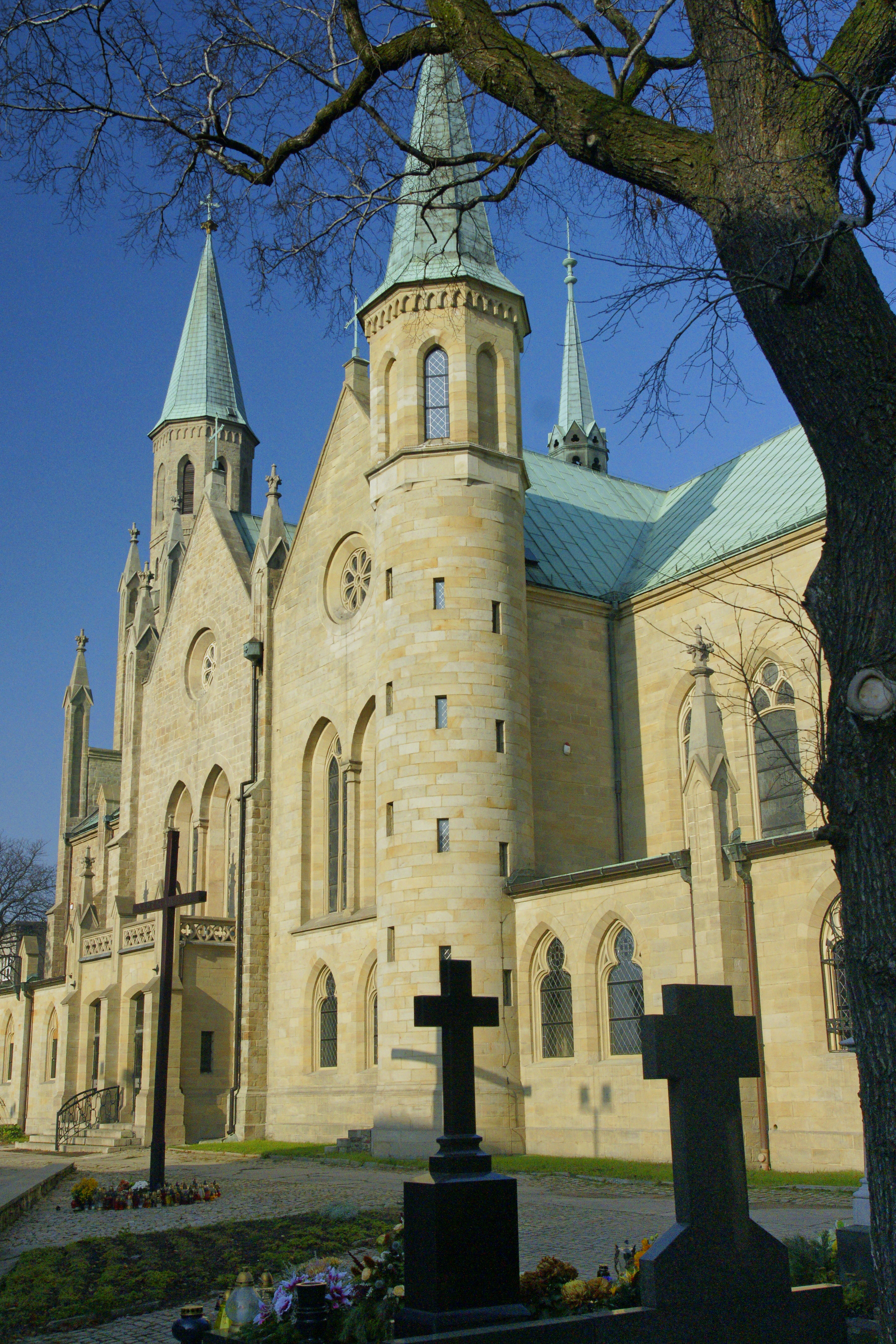
Kościół pw. św. Barbary

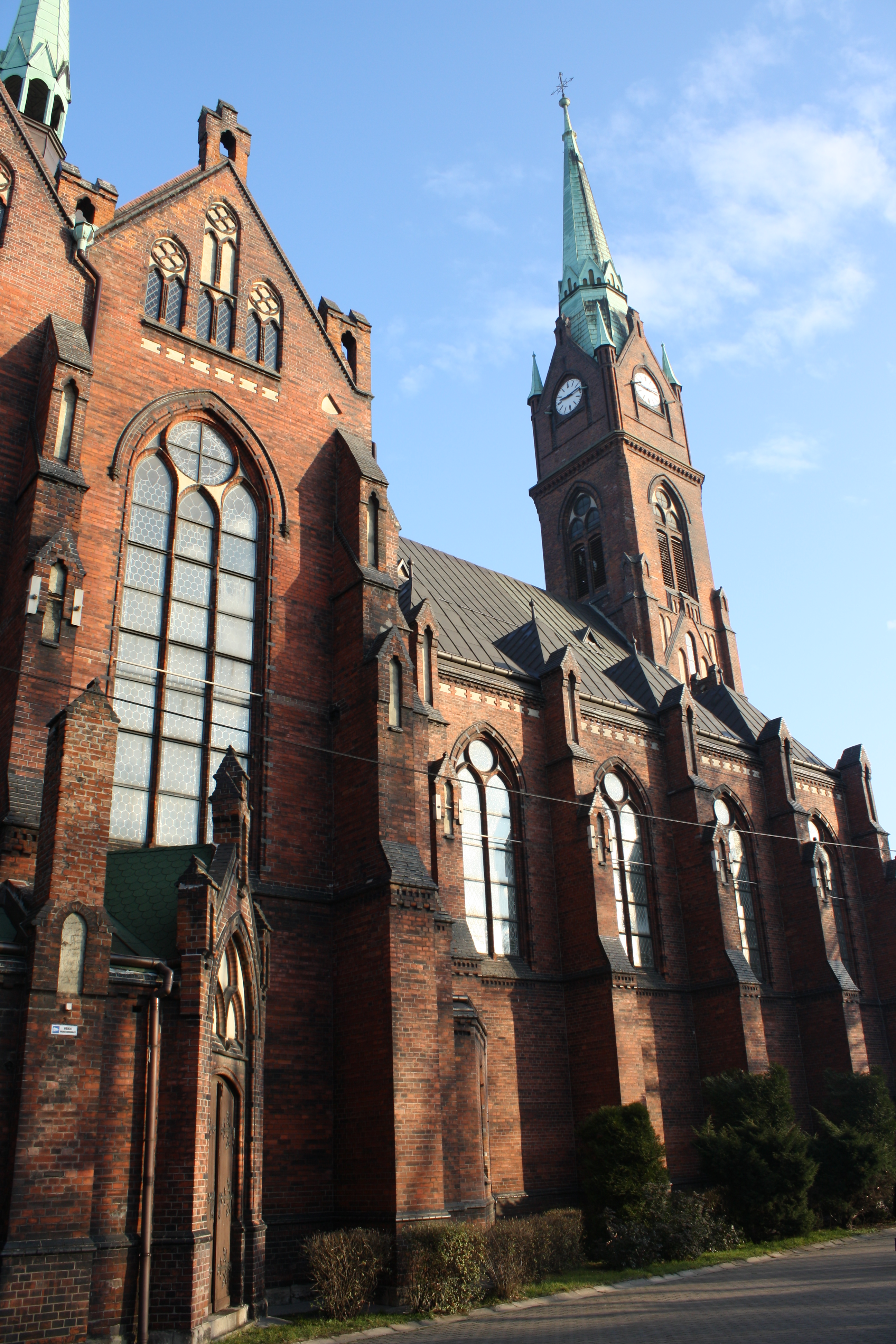
Kościół Wniebowzięcia NMP – transept i wieża

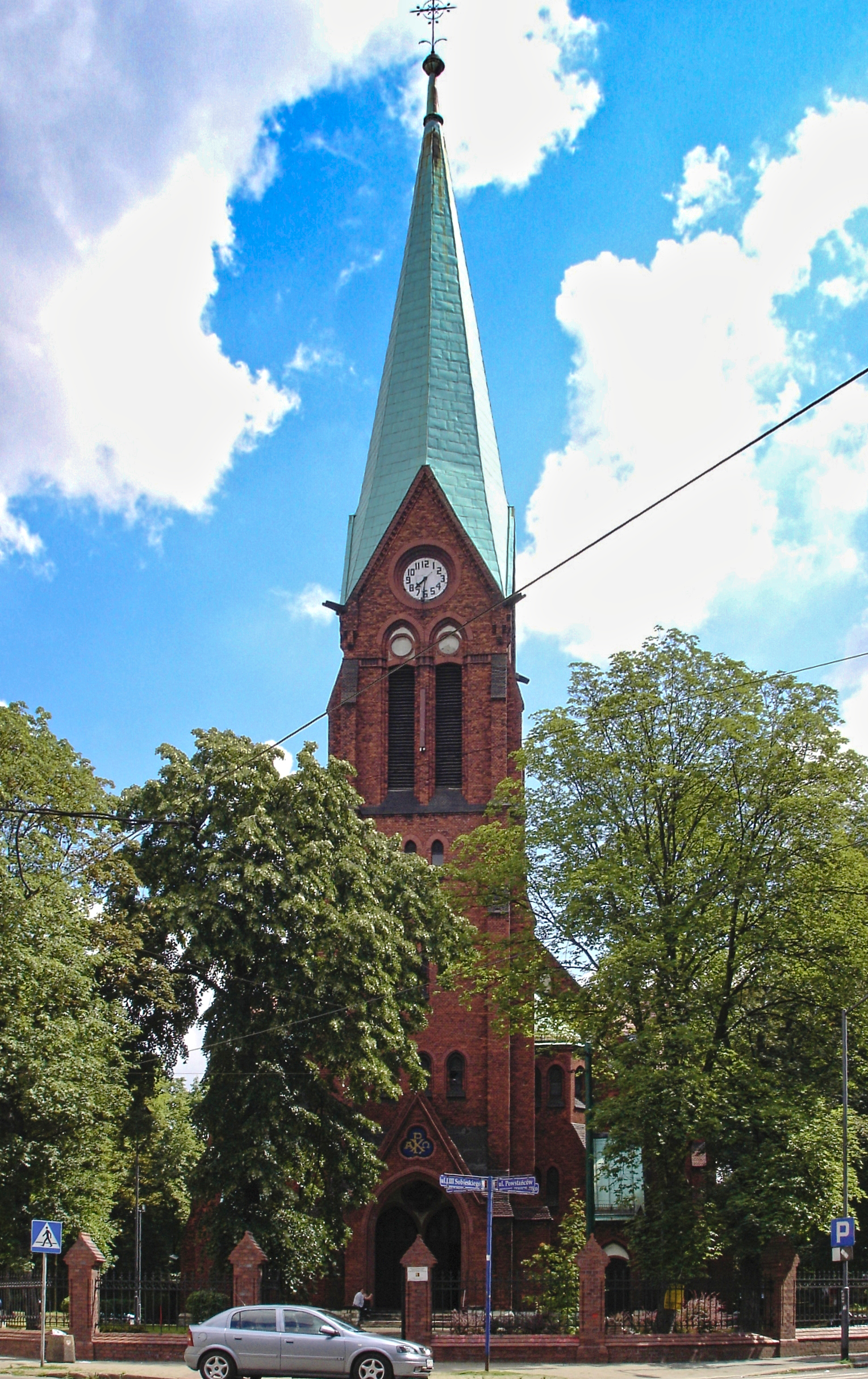
Ewangelicko-augsburski Kościół im. ks. Marcina Lutra w Chorzowie

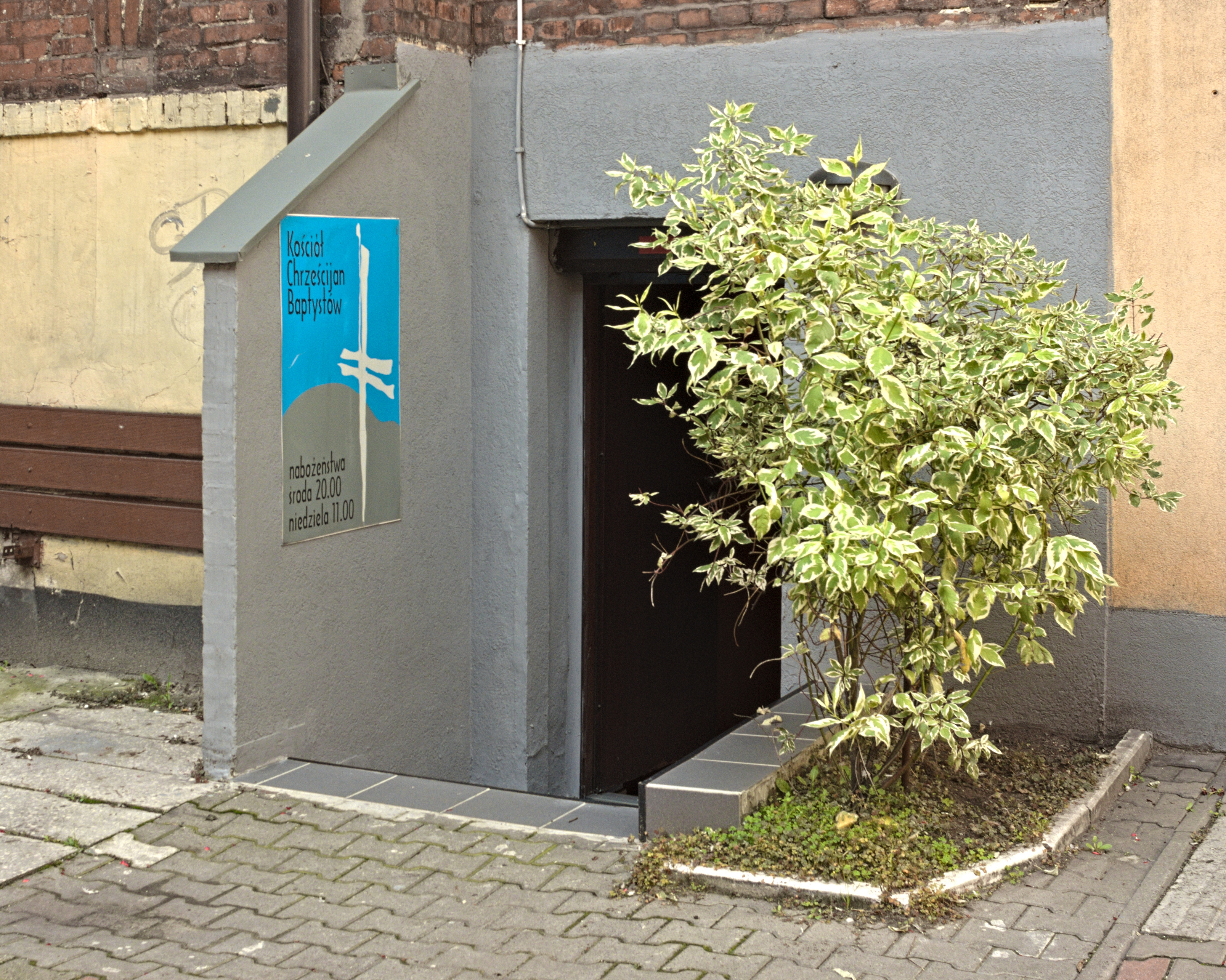
Kaplica zboru Kościoła Chrześcijan Baptystów

### Irwingianizm
- Kościół Nowoapostolski w Polsce:
  - zbór w Chorzowie[77]

### Kościół rzymskokatolicki
Najstarszą parafią katolicką na terenie Chorzowa jest parafia św. Marii Magdaleny (obecnie dzielnica Chorzów Stary). Powstała ona bezpośrednio po lokacji wsi (na pewno przed rokiem 1300), a do 1817 r. patronat nad nią sprawowali bożogrobcy z Miechowa.
Rozwój Królewskiej Huty wpłynął na erygowanie w 1852 r. parafii św. Barbary (obecnie dzielnica Chorzów II). Objęła ona: Górne i średnie Łagiewniki, Górne i Średnie Hajduki, Świętochłowice, Chropaczów, Lipiny, Szarlociniec, Pniaki i Wolę Erdmanna (Erdmanswille), należące dotąd do parafii Najświętszej Maryi Panny w Bytomiu; przyłączono też przyhutnicze domy mieszkalne, należące do parafii św. Marii Magdaleny.
Wraz z rozwojem miasta rozwijała się także sieć parafialna. W 1889 r. z parafii św. Barbary wydzielono parafię św. Jadwigi, a z tej w 1908 r. parafię Wniebowzięcia NMP w Hajdukach. W tym czasie raz jeszcze podzielono parafię św. Barbary, tworząc w 1912 r. parafię św. Józefa. Następnie w 1940 r. powołano do istnienia parafię Najśw. Serca Pana Jezusa (z parafii Wniebowzięcia), a w dzielnicy Klimzowiec w 1942 – kurację św. Franciszka z Asyżu (z parafii św. Jadwigi; dekret potwierdzający istnienie parafii wydano w 1992 r.).
Odwilż gomułkowska ułatwiła powstanie 4 nowych parafii. W 1957 r. powstała parafia św. Antoniego (z parafii św. Jadwigi; wcześniej kuracja) i parafia św. Floriana (z parafii św. Barbary i św. Jadwigi), a w 1958 – parafia Ducha Św. (z parafii św. Jadwigi) oraz kuracja MB Nieustającej Pomocy i św. Rozalii w dzielnicy Maciejkowice (z parafii św. Marii Magdaleny i św. Michała Archanioła w Michałkowicach; dekret potwierdzający istnienie parafii wydano w 1984 r.).
Od 1964 r. prowadzono samodzielne duszpasterstwo przy kościele św. Wawrzyńca, gdzie ostatecznie w 1978 r. powołano parafię, wydzielając jej teren z parafii św. Antoniego i św. Marii Magdaleny. Ostatnia zmiana miała miejsce w 1983 r., gdy po wielu trudnościach z parafii Wniebowzięcia NMP wydzielono parafię Jezusa Chrystusa Dobrego Pasterza.
Na terenie Chorzowa działa zatem 13 parafii rzymskokatolickich:
| Lp. | Wezwanie parafii                     | Szacunkowa liczba mieszkańców | Szacunkowa liczba katolików | Dekanat                |
| --- | ------------------------------------ | ----------------------------- | --------------------------- | ---------------------- |
| 1   | św. Antoniego z Padwy                | 10 300                        | 10 000                      | Chorzów Batory         |
| 2   | św. Barbary                          | 9491                          | 9438                        | Chorzów                |
| 3   | Ducha Świętego                       | 4996                          | 4886                        | Chorzów Batory         |
| 4   | św. Floriana                         | 10 000                        | 9600                        | Chorzów                |
| 5   | św. Franciszka z Asyżu               | 8005                          | 7000                        | Chorzów Batory         |
| 6   | św. Jadwigi Śląskiej                 | 12 294                        | 12 144                      | Chorzów                |
| 7   | Jezusa Chrystusa Dobrego Pasterza    | 11 841                        | 11 471                      | dekanat Chorzów Batory |
| 8   | św. Józefa                           | 10 915                        | 10 500                      | Chorzów                |
| 9   | św. Marii Magdaleny                  | 5255                          | 5210                        | Chorzów                |
| 10  | MB Nieustającej Pomocy i św. Rozalii | 1398                          | 1380                        | Chorzów                |
| 11  | Najśw. Serca Pana Jezusa             | 7450                          | 7400                        | Chorzów Batory         |
| 12  | św. Wawrzyńca                        | 2725                          | 2650                        | Chorzów                |
| 13  | Wniebowzięcia NMP                    | 12 050                        | 11 900                      | Chorzów Batory         |

Warto dodać, że leżące na terenie Chorzowa ul. Chropaczowska, ul.Pokoju i część ul. 3 Maja należą do parafii Najśw. Serca Pana Jezusa w świętochłowickiej dzielnicy Piaśniki.
W Chorzowie (przy ulicy Katowickiej) znajduje się także kaplica Bractwa Kapłańskiego św. Piusa X.

### Protestantyzm
- Chrześcijańska Wspólnota Ewangeliczna:
  - placówka Katowice-Chorzów[79]
- Kościół Chrześcijan Baptystów w RP:
  - zbór w Chorzowie[80]
- Kościół Ewangelicko-Augsburski w RP:
  - Parafia Ewangelicko-Augsburska w Chorzowie[81]
- Kościół Wolnych Chrześcijan w RP:
  - zbór w Chorzowie[82]

### Restoracjonizm
- Świadkowie Jehowy:
  - zbór Chorzów-Batory[83]
  - zbór Chorzów-Pierwszy[83]
  - zbór Chorzów-Stary[83]

Wszystkie trzy zbory Świadków Jehowy korzystają z kompleksu Sal Królestwa, ul. Składowa 26[83][84][85][86].

### Unitarianie
- Wspólnota Unitarian Uniwersalistów[87]